# Radomsko

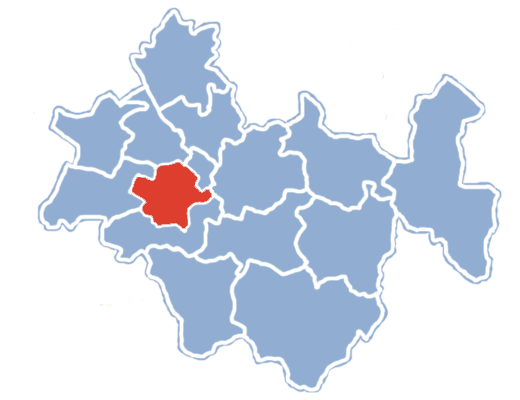
Miasto na mapie powiatu radomszczańskiego

Radomsko – miasto w województwie łódzkim, siedziba powiatu radomszczańskiego oraz gminy wiejskiej Radomsko. Położone 90 km od Łodzi, 40 km od Częstochowy i 180 km od Warszawy. Leży na Wyżynie Przedborskiej, nad rzeką Radomką.
Było miastem królewskim Korony Królestwa Polskiego w tenucie radomszczańskiej w powiecie radomszczańskim województwa sieradzkiego w końcu XVI w..
Według danych GUS z 31 grudnia 2023 miasto zamieszkiwały 42 718 osoby.

## Położenie
Według danych z 2008 Radomsko ma obszar 51,43 km², w tym:
- tereny zurbanizowane: 13,81 km²
- użytki rolne: 34,96 km²
- użytki leśne: 2,17 km²
- nieużytki: 0,49 km²

Miasto stanowi 3,57% powierzchni powiatu.
Radomsko leży w historycznej ziemi sieradzkiej. Położone jest w zachodniej części Wzgórz Radomszczańskich nad rzeką Radomką.
W latach 1975–1998 miasto administracyjnie należało do województwa piotrkowskiego.
Sąsiednie gminy: Gmina Radomsko, Dobryszyce, Kodrąb, Ładzice

## Etymologia
Pisownia nazwy miasta nie była jednolita. W dokumentach pochodzących z XIII–XV w. najczęściej występują: Radomokye, Radomskye, Radomske, Radomsk, Radomszcze, Radomskie. Dopiero kilka wieków później została przyjęta powszechnie nazwa Radomsko.
Powszechnie się przyjmuje, że nazwa Radomska pochodzi od nazwy rzeczki Radomki, która przepływa przez Radomsko. Taki sposób tworzenia nazw grodów od rzek był w słowiańszczyźnie powszechny (por. Puck od Płutnica, Mińsk od Mienia, Pińsk od Pina i wiele innych).
W przypadku Radomska założenie to wydaje się nie do końca prawdziwe, gdyż musimy wziąć pod uwagę również skąd się wzięła nazwa rzeczki Radomki.
Nazwa Radomka, składa się z dwóch części; rdzenia Radom (prawdopodobnie od słowiańskiego imienia męskiego „Radom”, które było skrótem od Radomira. Imię Radomir złożone z członu Rado- (rad – „być zadowolonym, chętnym, cieszyć się” lub radzić – „troszczyć się, dbać o coś”) oraz członu -mir („pokój, spokój, dobro”). Może ono oznaczać tego, który troszczy się o pokój) i przyrostka –ka, który dodawano do rdzenia, by określić przynależność do czegoś, czyli Radomka, to rzeczka należąca do Radomira, inaczej rzeczka Radoma, Radomira. Przykładowo rzeka Stanisława nazywałaby się Stanisławka, a wieś Wojciecha, Wojciechówka.
Nazwa Radomsko to gramatycznie przymiotnik utworzony od imienia Radom (Radomir, podobnie jak rzeczka Radomka)za pomocą przyrostka -sk, który jest formantem przymiotnikowym, kontynuantem z języka prasłowiańskiego *-ьskъ-jь, określającym przynależność do czegoś. Końcówka ta występuje także w rodzimych nazwach innych krajów słowiańskich, na przykład w czeskiej i słowackiej nazwie Czech i Słowacji, czyli Česko i Slovensko. Tak więc Radomsko – Radom-sko to kraina Radomira, ziemia należąca do Radomira, a rzeczka Radomka, to rzeczka należąca do Radomira.
Z drugiej strony jeśli nazwa Radomsko to gramatycznie przymiotnik utworzony od nazwy rzeczki Radomki (Radomka – rzeczka Radomira) za pomocą przyrostka -sk; to nazwę Radomsko należy tłumaczyć jako krainę leżącą nad rzeczką Radomką czy ziemię leżącą nad rzeczką Radomką, która wcześniej wzięła swoją nazwę od Radomira. Hipotetycznie Radomir, zajmował ze swoim rodem lub plemieniem ziemię nad niewielką rzeczką, którą od jego imienia nazywano Radomką. Ale skoro samą rzeczkę nazywano od jego imienia Radomką, to logiczne, że musiano jakoś nazywać ziemię (osadę), którą zajmował Radomir ze swoim rodem czy plemieniem. Nadal pozostaje pytanie czy nazwa Radomsko pochodzi bezpośrednio od nazwy rzeczki Radomki czy imienia Radomir. Jak na radzie nie podjęto głębszych badań nad pochodzeniem nazwy miasta.

## Żydzi w Radomsku
Podczas okupacji hitlerowskiej, wiosną 1940 Niemcy utworzyli Getto radomszczańskie dla żydowskich mieszkańców. Przebywało w nim około 9000 Żydów. W październiku 1942 zostali wywiezieni z getta w Radomsku do obozu zagłady Treblinka II i tam zamordowani.
Po licznej tutejszej społeczności żydowskiej zachował się w Radomsku jedynie cmentarz żydowski z ohelem cadyków Rabinowiczów (Wielka Synagoga została zniszczona podczas II wojny światowej), natomiast w Krakowie synagoga Stowarzyszenia Modlitwy i Dobroczynności Chasydów Radomszczańskich oraz Synagoga chasydów z Radomska. Oprócz tego w Radomsku istnieje Otwarte Muzeum Żydowskie upamiętniające miejsca związane z Żydami. W 2016 roku wmurowano kamień węgielny pod Żydowskie Centrum Pielgrzyma w Radomsku  przy ul. Rabina Szlomo Rabinowicza.

## Zabytki
- Klasztor Franciszkanów ufundowany przez Władysława Łokietka; reprezentuje style od gotyku po późny barok, trawiony licznymi pożarami; XIII/XIV w.;
- Drewniany kościół św. Marii Magdaleny (XVI, XVIII wiek; murowane kamienne prezbiterium, najstarsza część kościoła) – fundacja królowej Bony);
- Kolegiata św. Lamberta (1869–1876) zaprojektowany przez jednego z polskich architektów końca XIX w. Konstantego Wojciechowskiego, w stylu neobarokowym;

Dane z 30 czerwca 2004
- Ratusz (1857) w stylu romantycznym, obecnie siedziba Muzeum Regionalnego w Radomsku;
- Drewniany kościół parafialny pw. św. Rocha w dzielnicy Stobiecko Miejskie (1502); wewnątrz piękny gotycko-renesansowy tryptyk z XVI w.;
- Cmentarz żydowski (kirkut);
- Chałupa tatarska w dzielnicy Stobiecko Miejskie, obecnie należy do Muzeum Regionalnego;
- Kamienice z przełomu XIX i XX wieku w centrum miasta;
- Pałacyk na ul. Stefana Batorego, obecnie Hotel Zameczek;
- Dworek z początków XX w. przy ulicy Młodzowskiej;
- Zabytki architektury przemysłowej, m.in. wieża ciśnień;
- Cmentarz Stary w Radomsku
- Willa przy ul. Gabriela Narutowicza, obecnie Miejska Biblioteka Publiczna.
- Willa z 1881 roku, przy ul. Kolejowej 2, odrestaurowana w latach 2008- 2013 przez prywatnego przedsiębiorcę, obecnie sala bankietowa, pub, a dawniej dom mieszkalny braci Thonet, założycieli Fabryki Mebli Giętych FAMEG. W czasie powojennym mieściło się tam przedszkole i żłobek miejski, a w latach 90. kasy biletowe i pomieszczenia biurowe PKP.

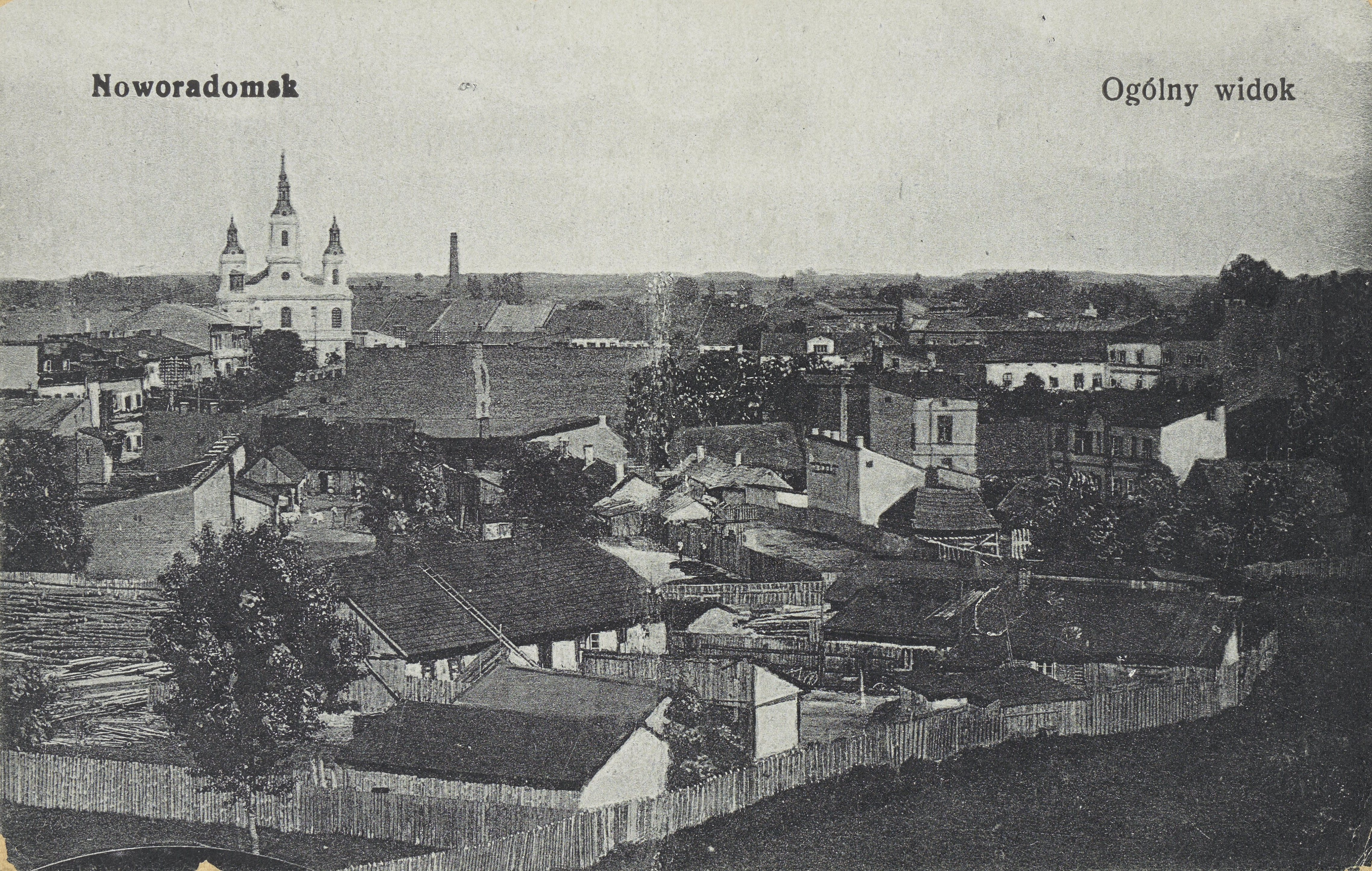
Miasto c. 1910–1914
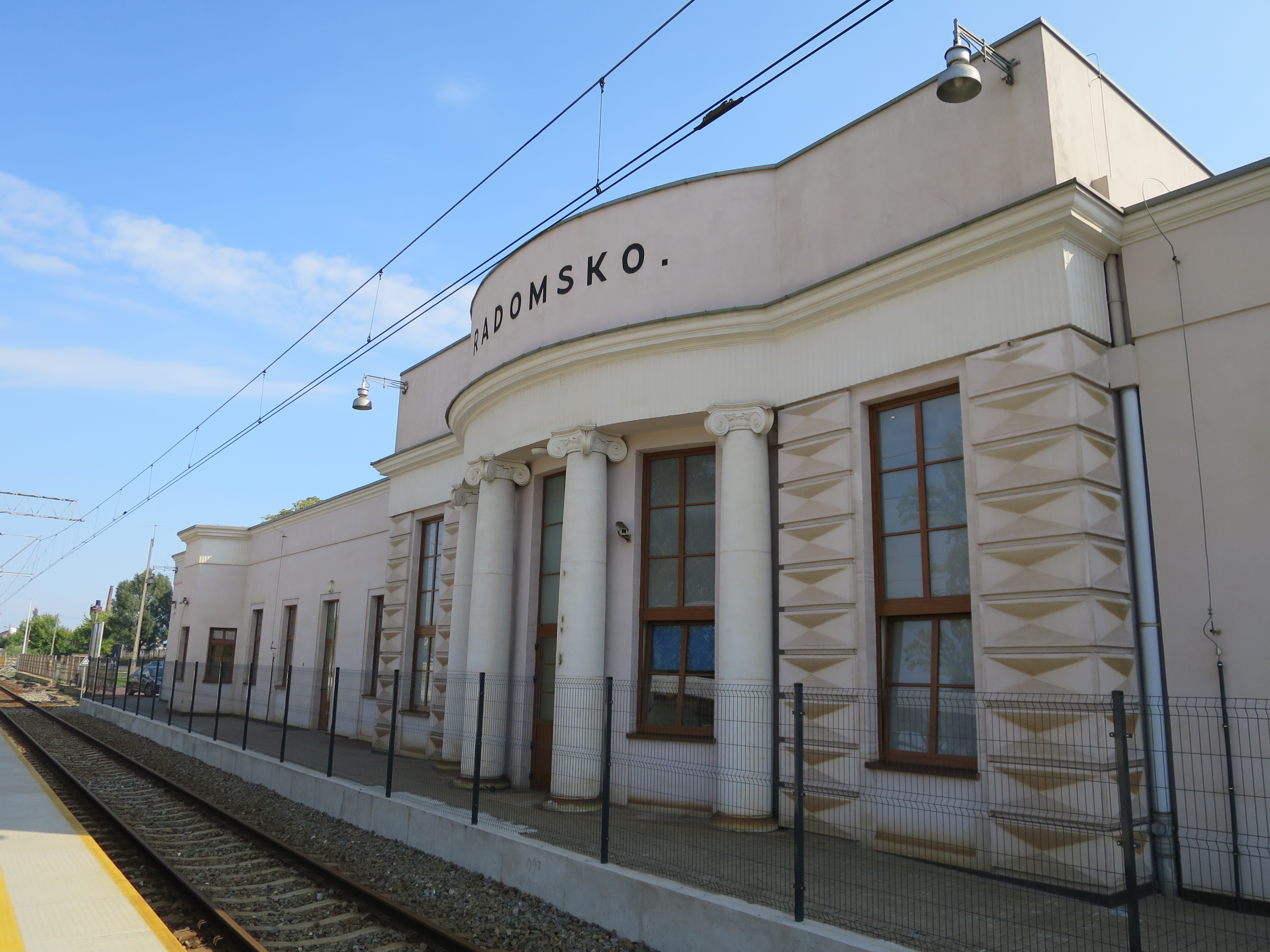
Dworzec kolejowy w Radomsku
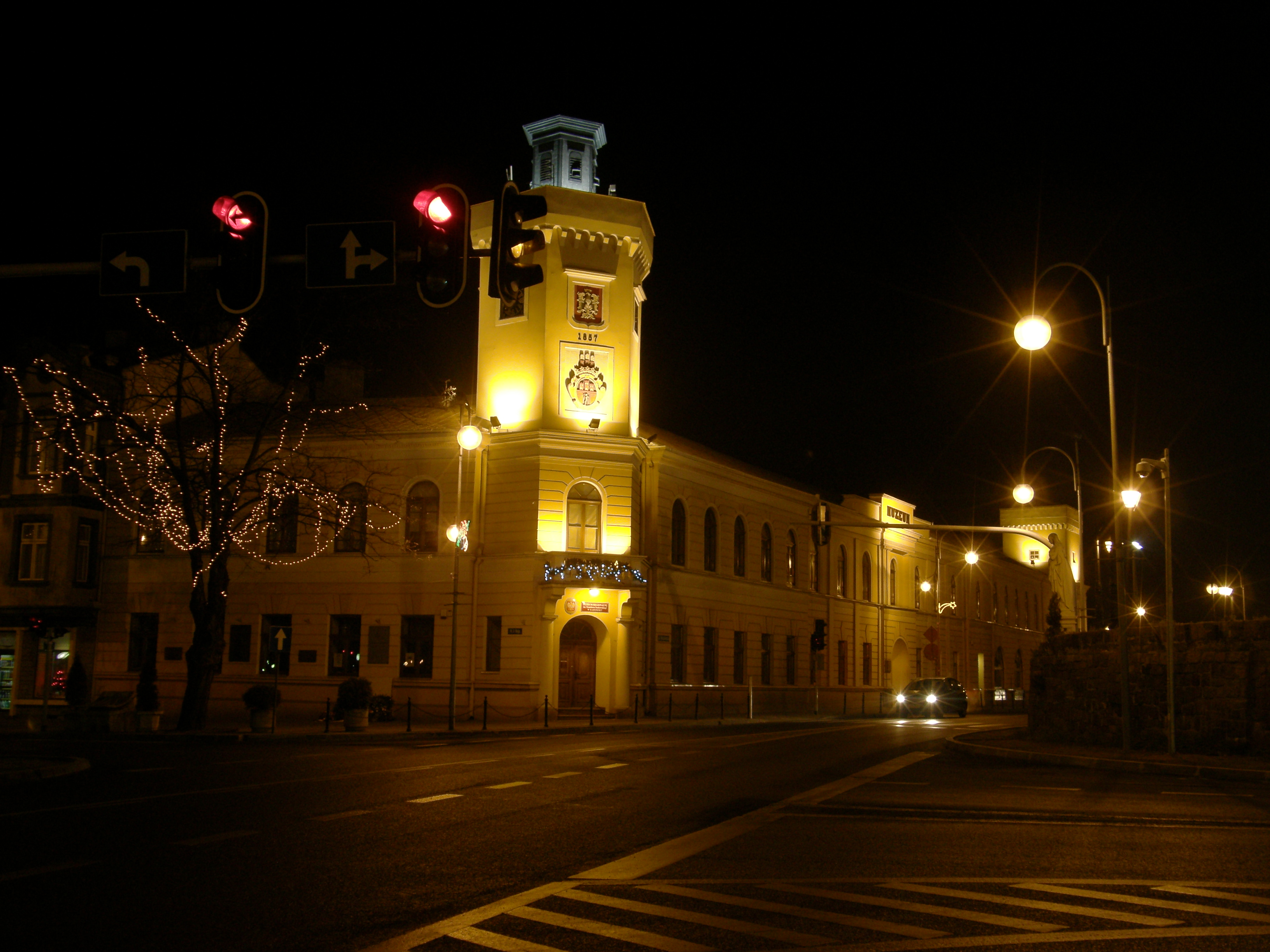
Ratusz nocą
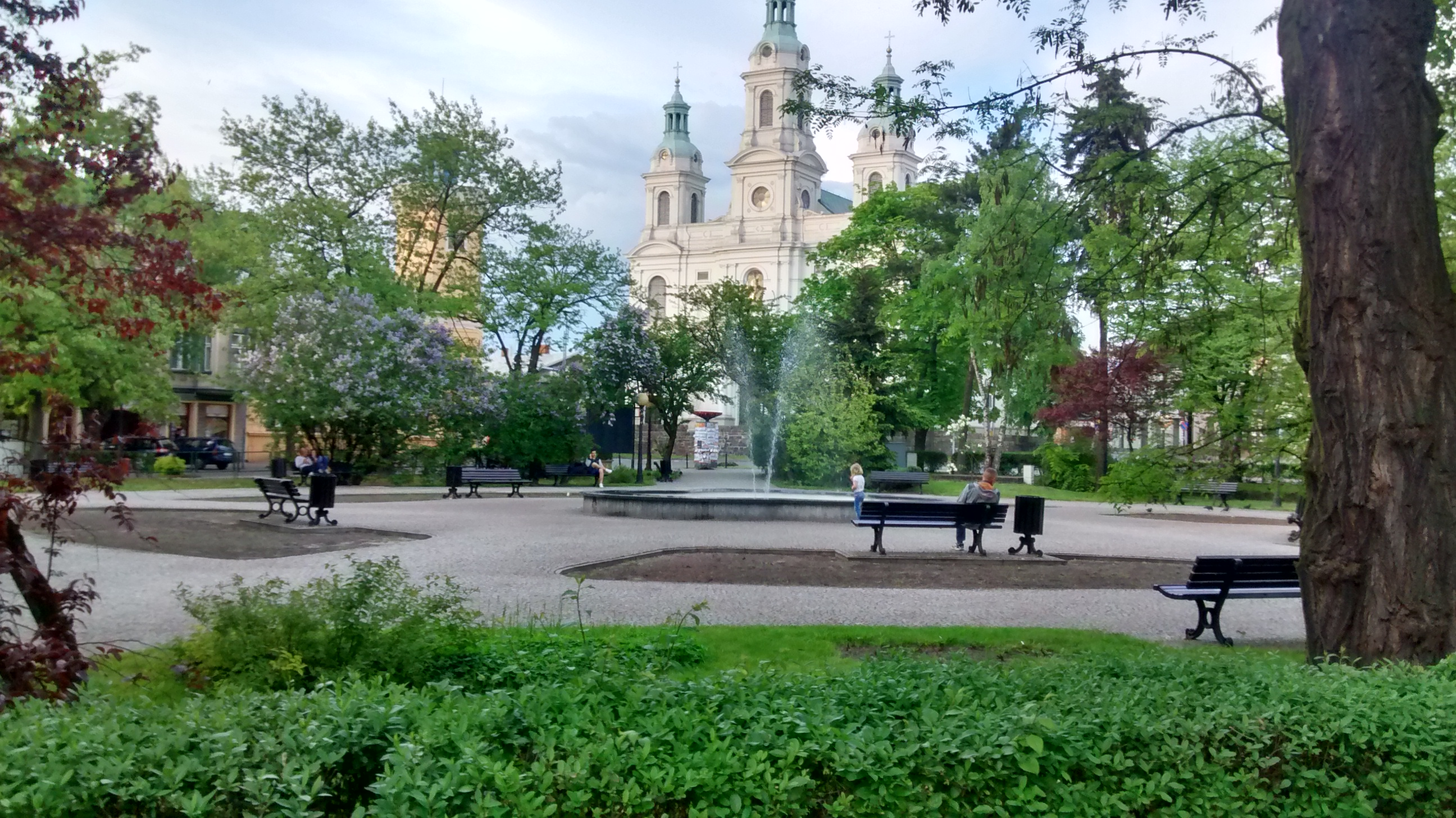
Plac 3 Maja w Radomsku
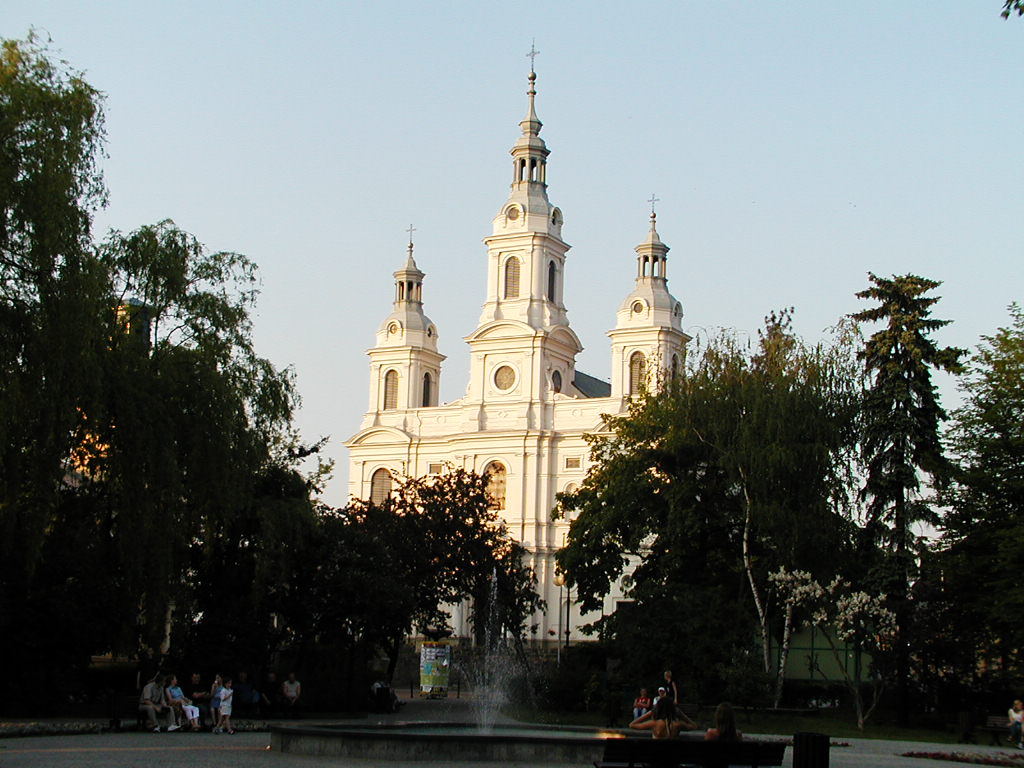
Radomsko – centrum miasta
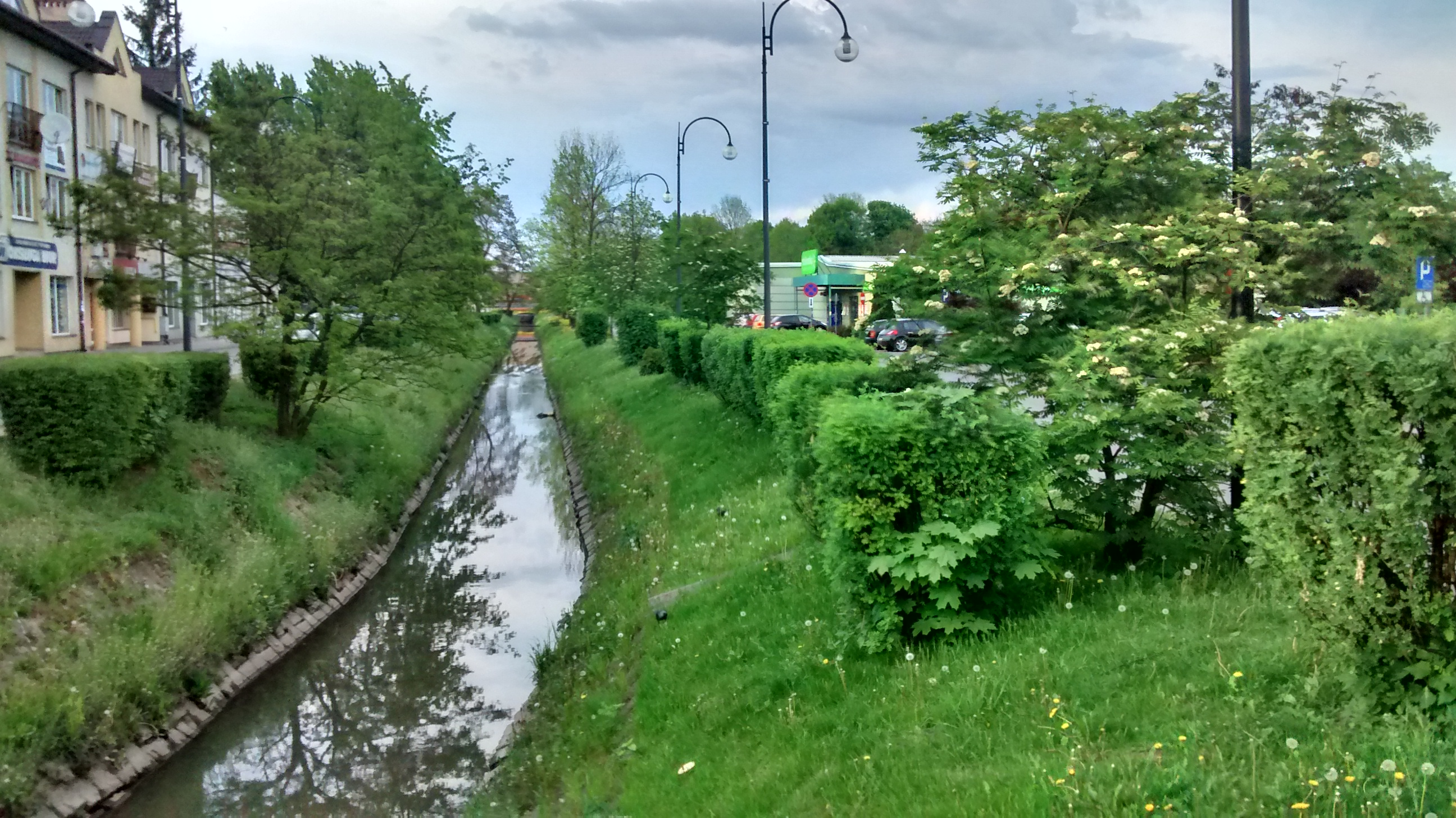
Rzeka Radomka (2016)

Zabytki niezachowane:
- Cerkiew prawosławna pw. św. Mikołaja Cudotwórcy przy dzisiejszym skrzyżowaniu ulicy Staszica z ul. G. Narutowicza (zbudowana w latach 1909–1912, zburzona w 1925);
- Cerkiew prawosławna pw. św. Sergiusza z Radoneża – świątynia wojskowa, przy obecnej ul. Bugaj (zbudowana w 1893, zburzona po 1918);
- Kościół Ewangelicki przy ul. Wł. Reymonta;
- Pałacyk przy ul. Wł. Reymonta;
- Stary Ratusz na placu 3 maja;
- Wielka Synagoga przy obecnej ulicy B. Joselewicza (zbudowana w 1908 roku, spalona w okresie II wojny światowej)

## Osiedla i ulice
- Centrum (obejmuje historyczne śródmieście Radomska, złożone głównie z kamienic oraz osiedle mieszkaniowe w kwartale ulic Stefana Wyszyńskiego – Feliksa Fabianiego – Rolna – Tysiąclecia; główne ulice: plac 3 Maja, Gabriela Narutowicza, Krakowska, Przedborska, Władysława Reymonta, Tadeusza Kościuszki, Stefana Żeromskiego)
- Osiedle Tysiąclecia  (osiedle powstało w 1967; obejmuje zespoły mieszkaniowe z lat 70. i 80. XX w. jak również w niewielkim stopniu zabudowę jednorodzinną i szeregową; główne arterie: Tysiąclecia, Piastowska, Jagiellońska, Leszka Czarnego, Armii Krajowej, Starowiejska)
- Osiedle Kowalowiec  (powstało w okresie międzywojennym jako osiedle dla bezrobotnych; po wojnie obszar gwałtownej rozbudowy jednorodzinnej; przy ulicy 11 Listopada oraz Brzeźnickiej (od Antoniego Pajdaka do Jana Matejki) znajdują się bloki mieszkalne; główne arterie: 11 Listopada, ks. Kościowa)
- Osiedle Brzeźnicka  (obejmuje bloki mieszkalne wybudowane w latach 60. na ulicach Brzeźnickiej, Miłej i Stefana Batorego)
- Młodzowy  (obszar dawnej Kolonii Młodzowy; główne ulice: Młodzowska, Ignacego Krasickiego, Henryka Sucharskiego)
- Kopiec  (powstały przed II wojną światową obszar złożony z domów jednorodzinnych i niskich kamienic; główne ulice: Józefa Ignacego Kraszewskiego, Kopiec)
- Miłaczki – Bugaj  (powstały przed II wojną światową obszar złożony z domów jednorodzinnych i niskich kamienic; główne ulice: Bugaj, Jana Kilińskiego, Miłaczki, Hugona Kołłątaja, Architektów)
- Osiedle Dwunastka  (osiedle mieszkaniowe przy ulicach Targowej i Piwnej, wybudowane w latach 90. przez SM „Dwunastka”)
- Osiedle Adama Mickiewicza  (osiedle domów jednorodzinnych powstałe w latach 80; główne ulice: Szarych Szeregów, Pana Tadeusza, Jacka Soplicy)
- Osiedle Stefana Batorego  (osiedle domów jednorodzinnych powstałe w czasach PRL; główne ulice: Ciepła, Henryka Sienkiewicza, ks. Antoniego Turleja)
- Folwarki  (wieś przyłączona do Radomska w 1977; główne ulice: Krakowska, Gidelska, Marii Dąbrowskiej, Stara Droga)
- Wymysłówek  (wieś przyłączona do Radomska w 1986[9]; główne ulice: Wymysłowska)
- Sucha Wieś  (wieś przyłączona do Radomska w 1986[9]; główne ulice: Partyzancka, Strażacka, Strzałkowska)
- Stobiecko Miejskie  (wieś przyłączona do Radomska w 1986[9]; główne ulice: Brzeźnicka, św. Rocha)
- Bogwidzowy  (wieś przyłączona do Radomska w 1986 roku[9]; główne ulice: Mikołaja Reja, Przemysłowa, Jeżynowa)
- Bartodzieje Podleśne, Bartodzieje Bankowe, Bartodzieje Włościańskie (wsie przyłączone do Radomska w 1986[9]; główne ulice: Gabriela Narutowicza, Wincentego Witosa, Batalionów Chłopskich)
- Saniki  (wieś przyłączona do Radomska w 1986[9]; główne ulice: Sanicka)
- Kierków  (okolice cmentarza żydowskiego w Radomsku)

## Demografia

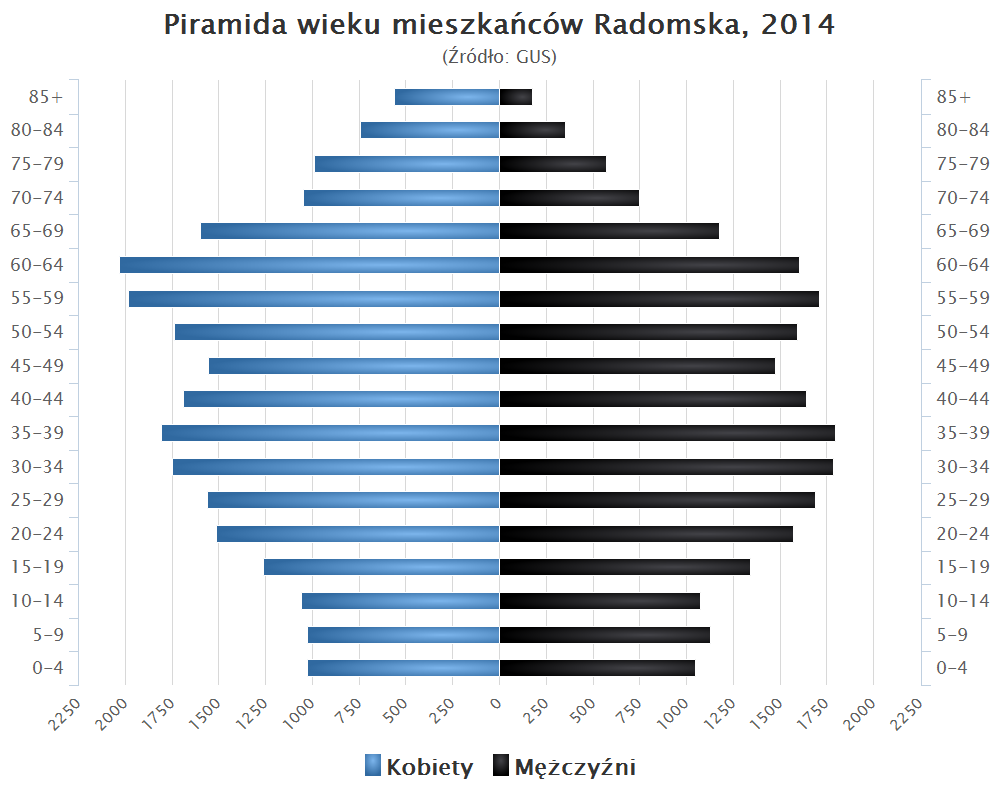
Piramida wieku mieszkańców Radomska w 2014 roku

Dane demograficzne:
| Opis                              | Ogółem | Ogółem | Kobiety | Kobiety | Mężczyźni | Mężczyźni |
| --------------------------------- | ------ | ------ | ------- | ------- | --------- | --------- |
| Jednostka                         | osób   | %      | osób    | %       | osób      | %         |
| Populacja                         | 46 087 | 100    | 24 319  | 52,77   | 22955     | 47,23     |
| Gęstość zaludnienia [mieszk./km²] | 896    | 896    |         |         |           |           |

## Pomniki
- św. Jadwigi Andegaweńskiej Króla Polski, patronki miasta
- Pomnik – obelisk upamiętniający 65 rocznicę likwidacji przez niemieckich okupantów getta żydowskiego w Radomsku
- św. Jana Nepomucena
- Władysława Stanisława Reymonta
- Konstytucji 3 Maja
- Grób Nieznanego Żołnierza
- Jana Pawła II (trzy)
- Stanisława Staszica
- Konspiracyjnego Wojska Polskiego
- mogiła – pomnik żołnierzy polskich i radzieckich oraz ofiar okupacji niemieckiej na Nowym Cmentarzu

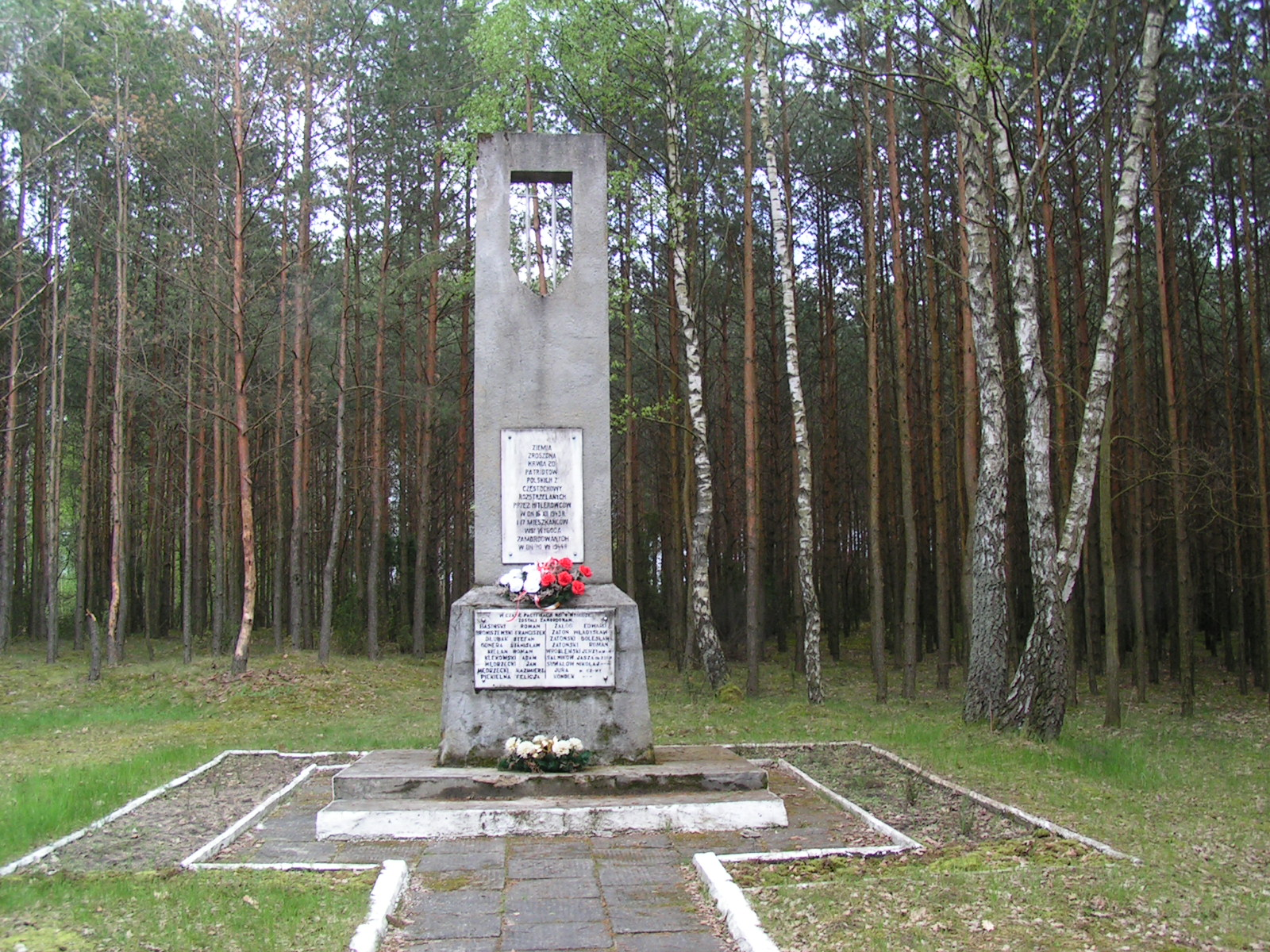
Mogiła – pomnik
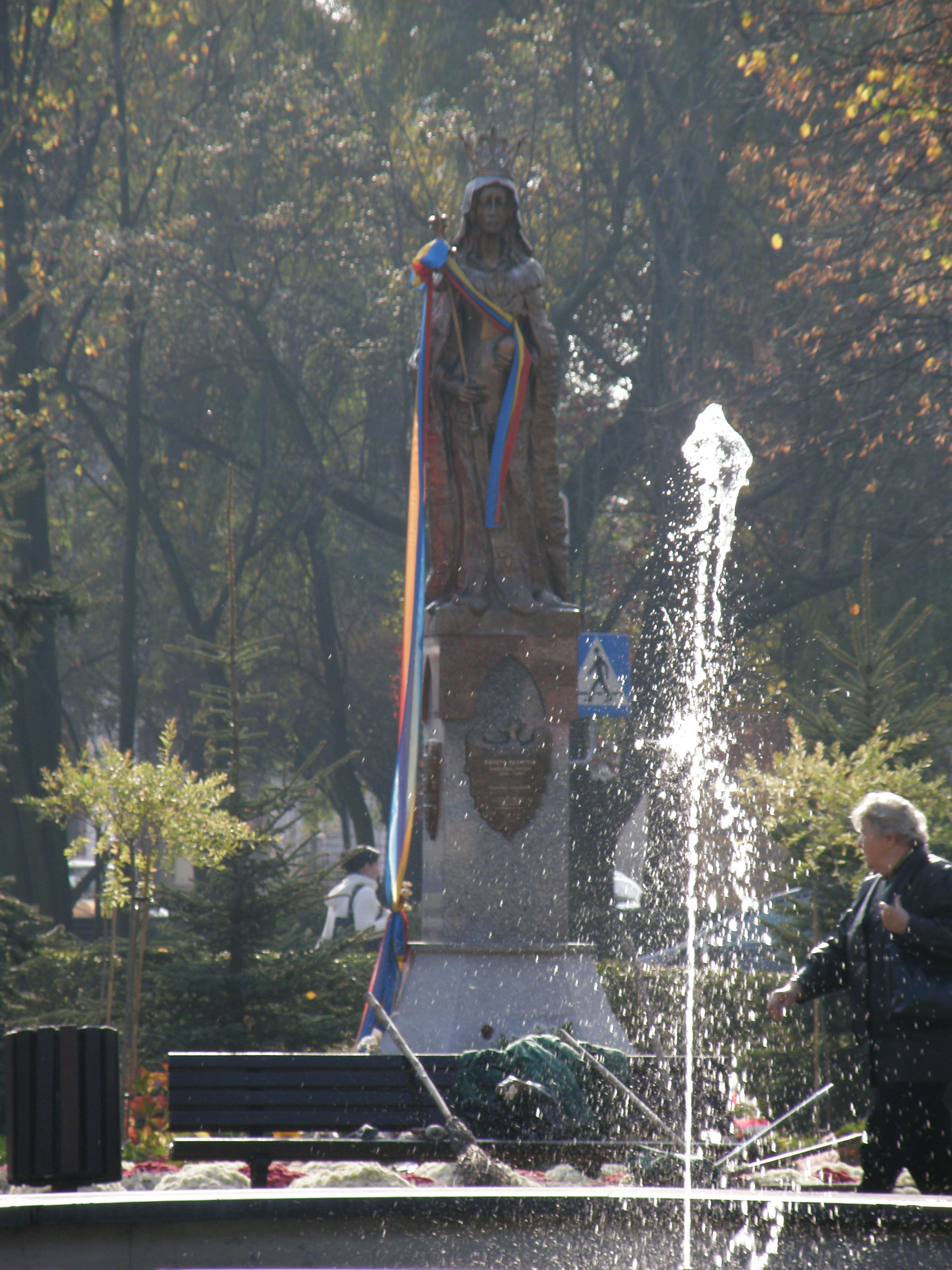
Pomnik św. Jadwigi
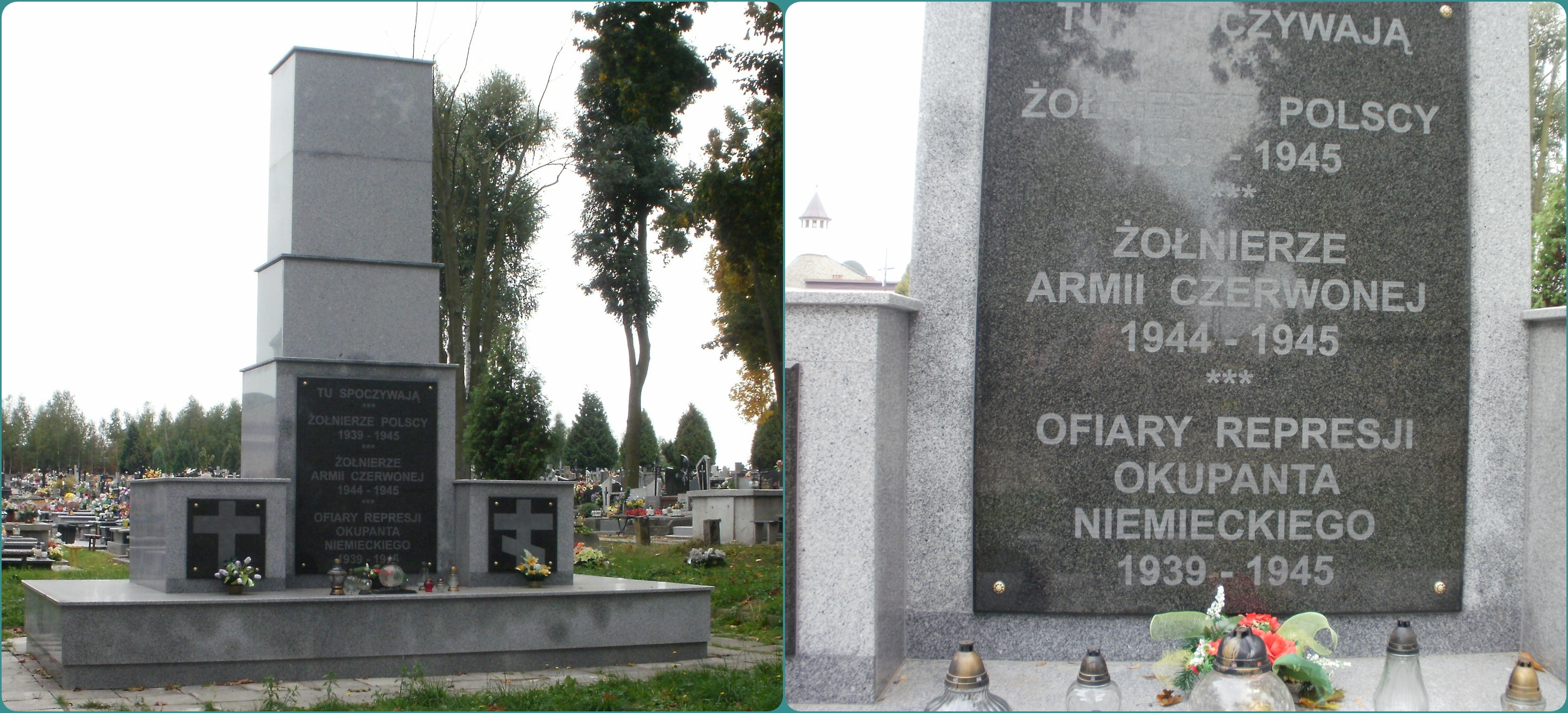
Pomnik ofiar okupacji
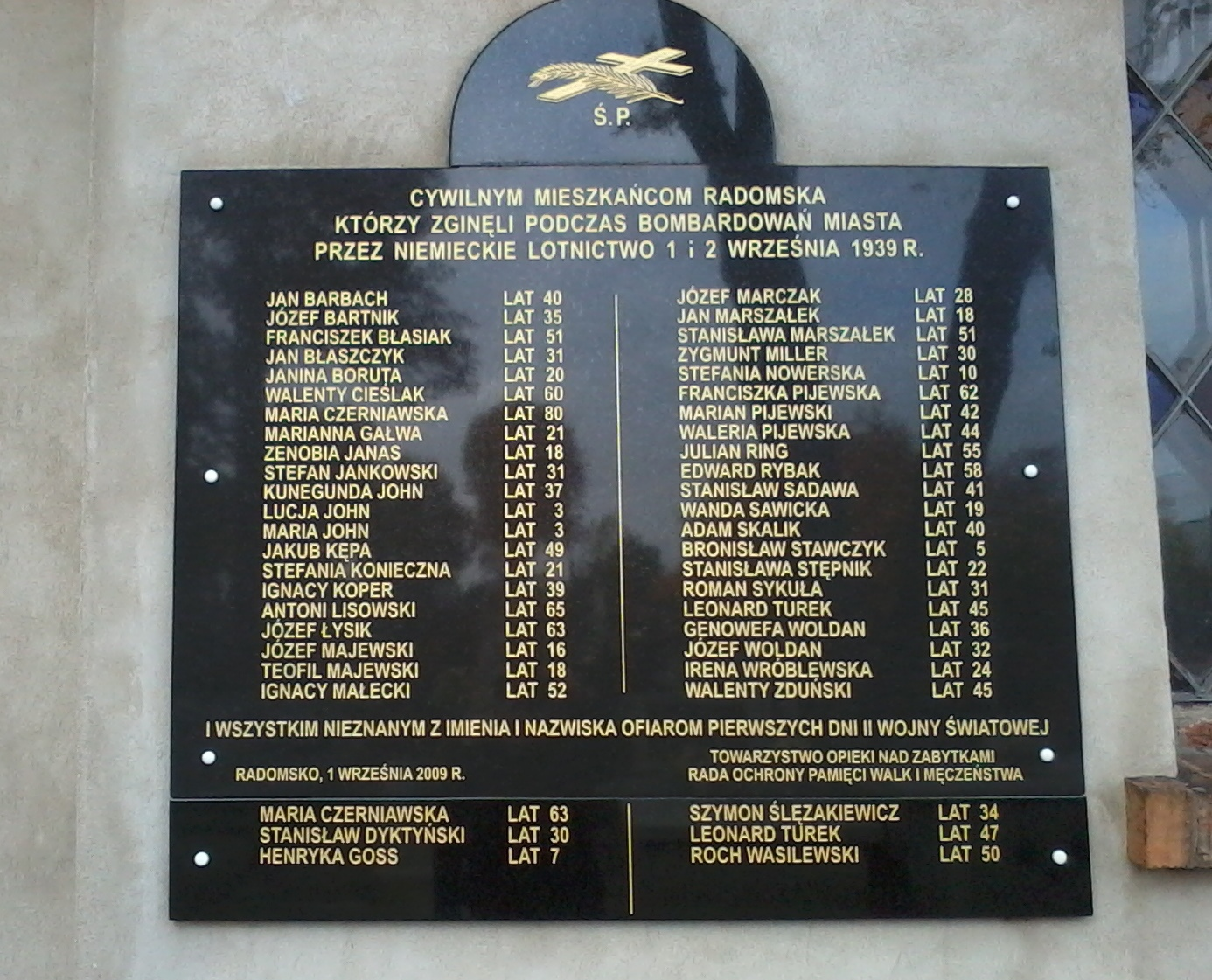
Pomnik ofiar bombardowania
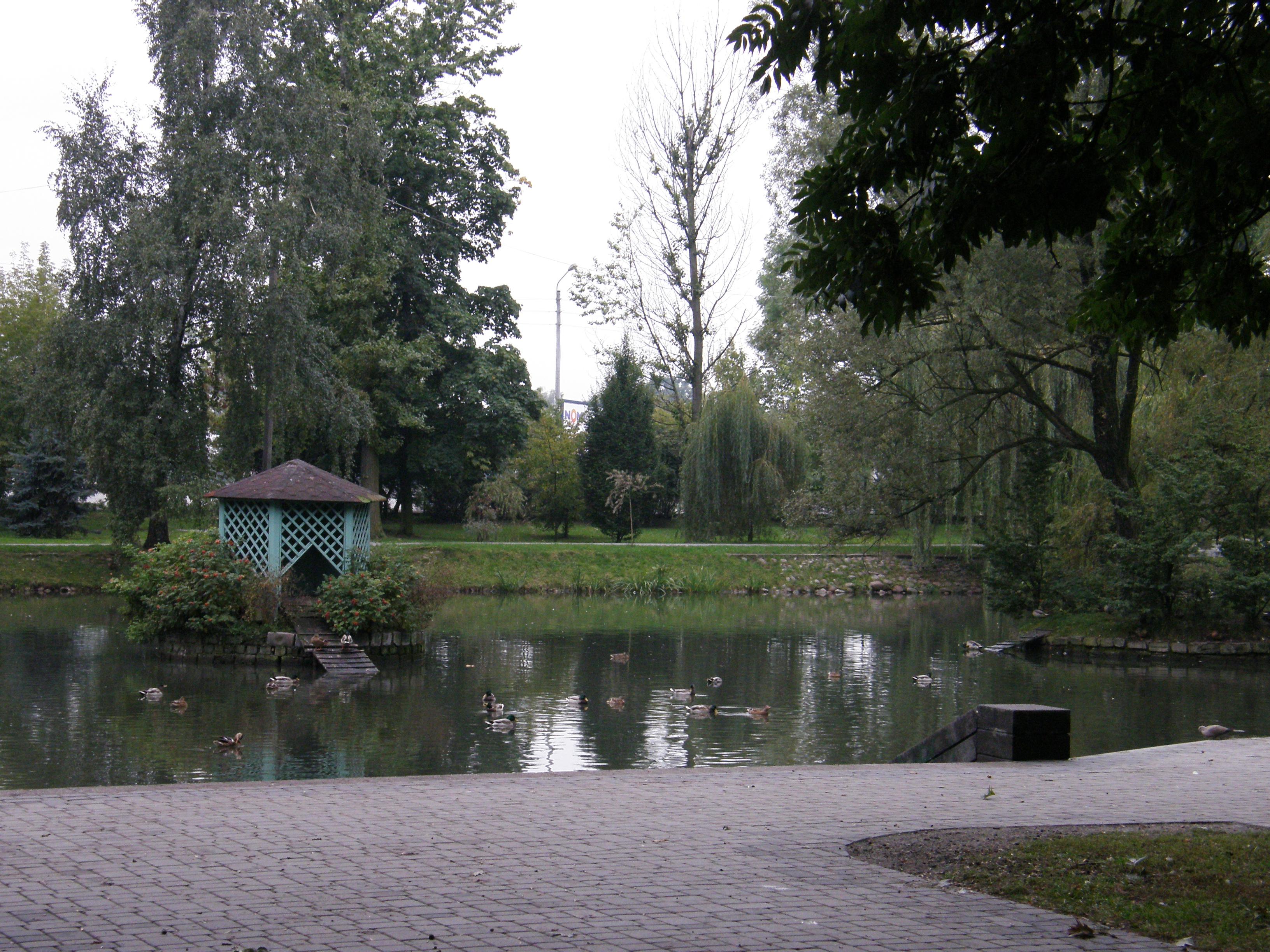
Staw w Parku Świętojańskim
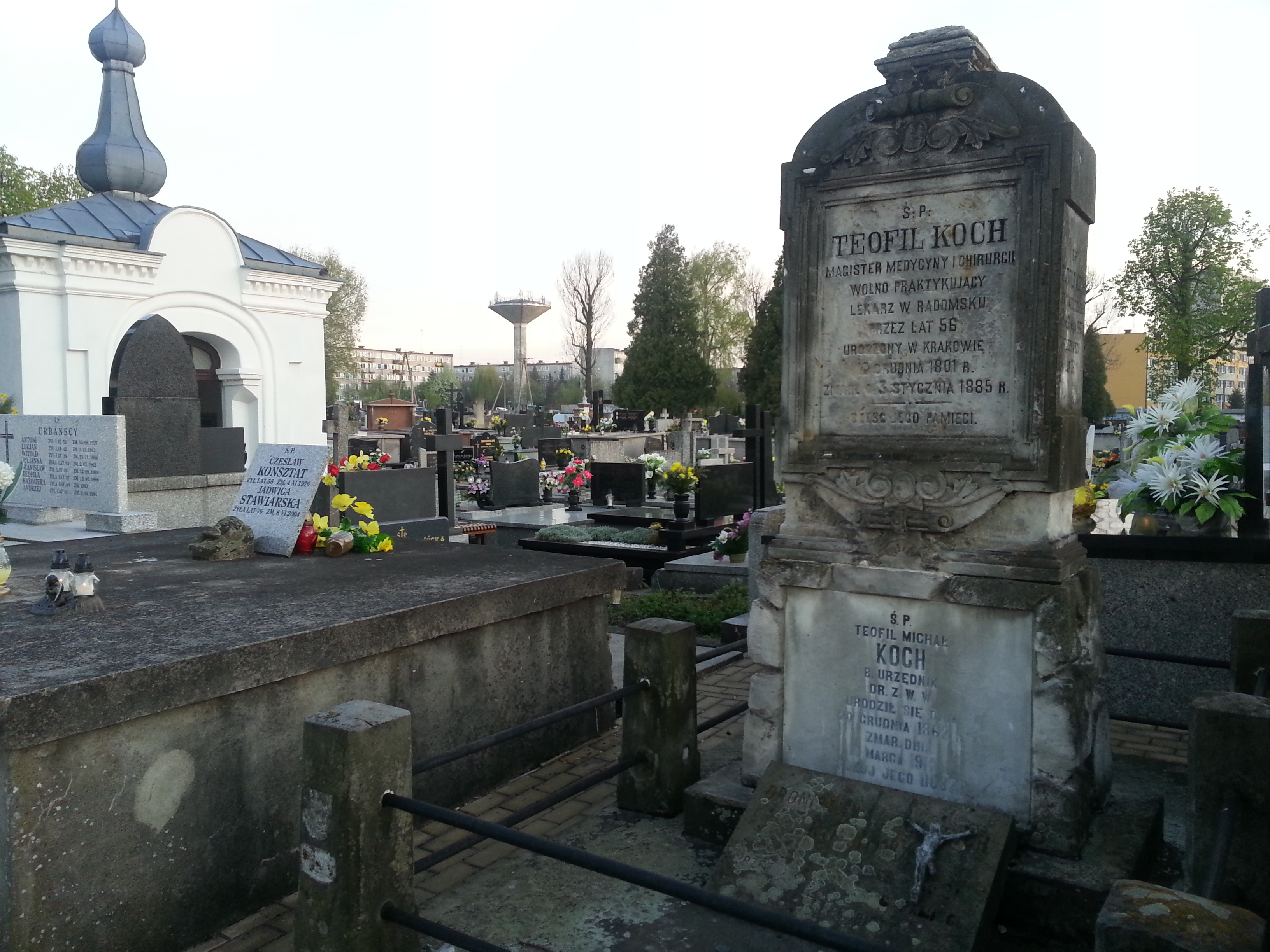
Stary cmentarz w Radomsku
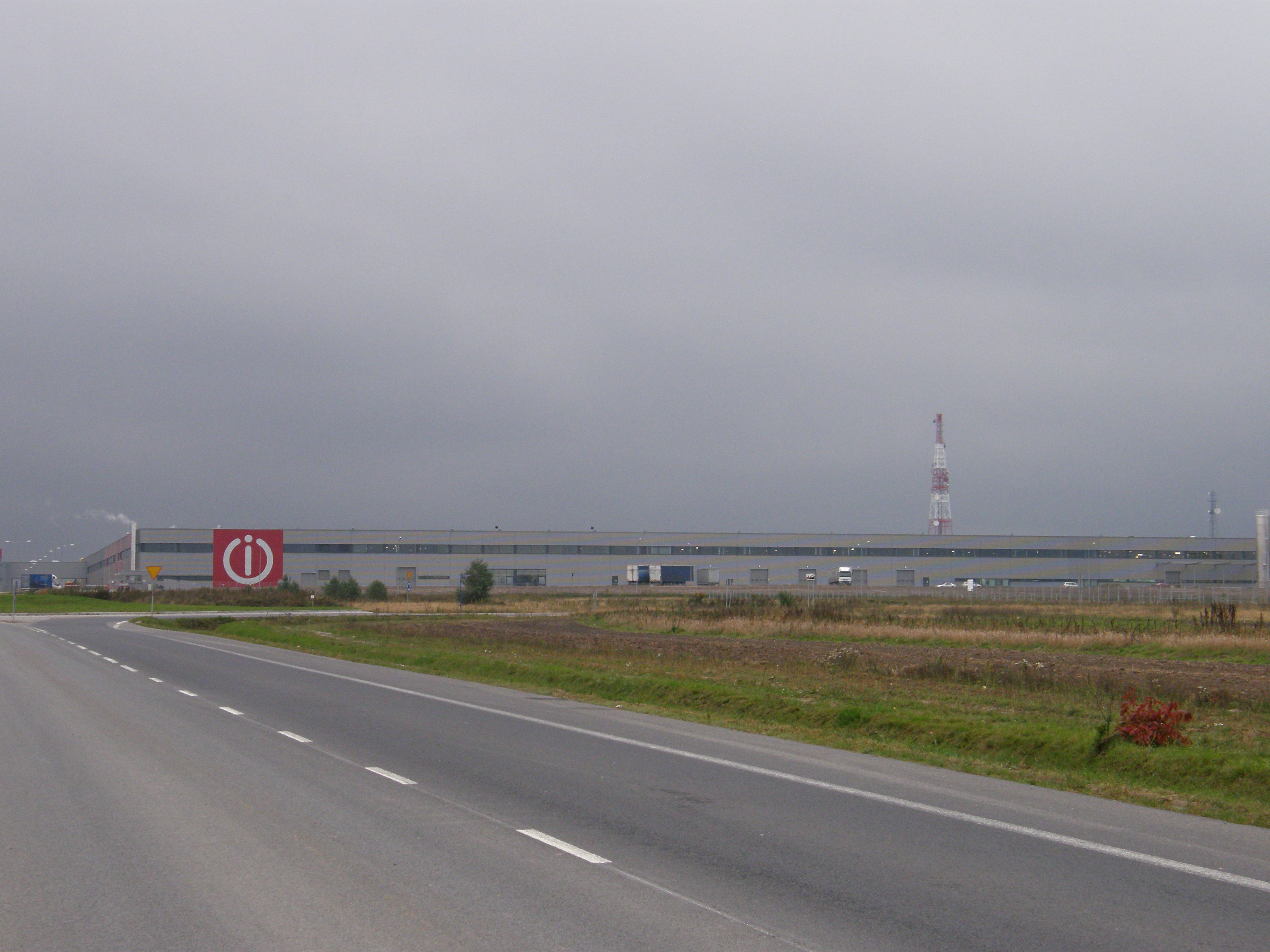
Fabryka firmy Indesit
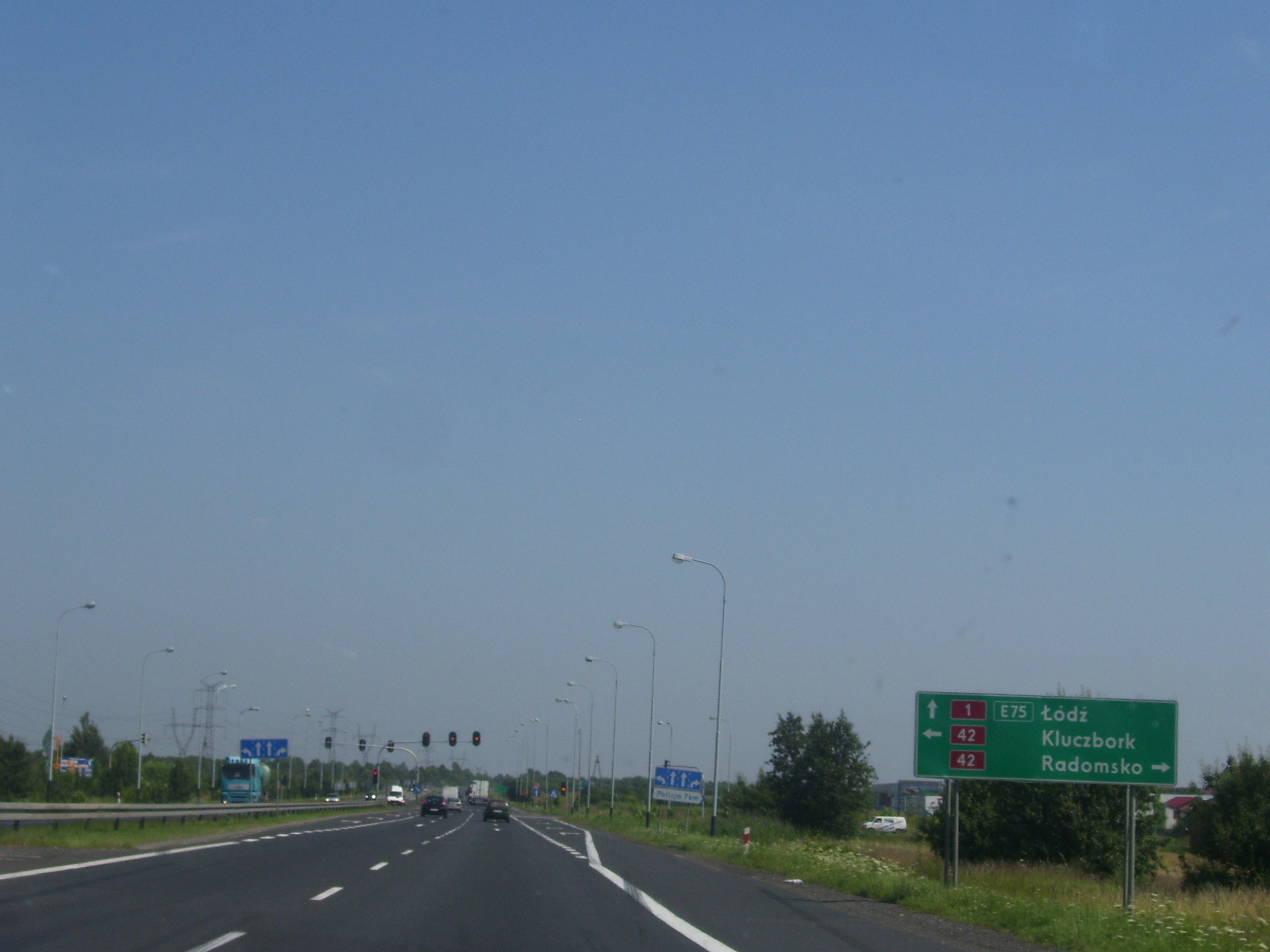
Skrzyżowanie DK1 i DK42

## Parki
- Park Solidarności
- Park Świętojański
- Miasteczko Ruchu Drogowego

## Cmentarze
- Cmentarz w dzielnicy Bartodzieje, ul. Spokojna
- Cmentarz w dzielnicy Bogwidzowy ul. Jeżynowa
- Cmentarz w dzielnicy Saniki ul. Piaskowa
- Cmentarz św. Lamberta
- Cmentarz Stary w Radomsku
- Cmentarz Żydowski
- Cmentarz Stobiecko Miejskie
- Ohel cadyków Rabinowiczów w Radomsku

## Gospodarka
Radomsko jest dużym ośrodkiem przemysłu drzewnego z ponad 125-letnią tradycją. Najstarszym zakładem meblowym jest Fameg. Dziś na terenie Radomska i najbliższej okolicy zarejestrowanych jest ponad 600 zakładów stolarskich, z których większość powstała po 1990. Radomsko jest też dużym ośrodkiem przemysłu metalowego, maszynowego i szklarskiego.
Radomsko leży na szlaku komunikacyjnym przy trasie A-1 i posiada podstrefę Łódzkiej Specjalnej Strefy Ekonomicznej (ŁSSE), w której działa kilkanaście przedsiębiorstw. Pod południową częścią Radomska (w dzielnicy Stobiecko Miejskie) znajdują się odkryte w latach 70. XX w. duże pokłady wód geotermalnych.
W mieście jest 6 hoteli.
Treść tej sekcji może nie być zgodna z zasadami neutralnego punktu widzenia.
Dokładniejsze informacje o tym, co należy poprawić, być może znajdują się w dyskusji tej sekcji.
 Po wyeliminowaniu niedoskonałości należy usunąć szablon {{Dopracować}} z tej sekcji.

### Wyludnienie miasta
Od kilku lat Radomsko sukcesywnie wyludnia się. Według danych Polskiej Akademii Nauk Radomsko jest jednym z najszybciej wyludniających się miast w województwie łódzkim. W wyniku emigracji miasto to mogło zmniejszyć się o 8 do 10 tysięcy osób – to jest 16% wszystkich mieszkańców miasta. Faktyczna liczba mieszkańców może wynosić więc od 38 tysięcy do 40 tysięcy. Wyliczenie oparto na podstawie sporządzonych umów na wywóz śmieci, gdzie wnosi się opłatę od osoby. Liczba ta odpowiada Radomsku z 1978, gdzie według spisu powszechnego w mieście zamieszkiwało 39 500 mieszkańców. W ciągu ostatnich kilkunastu lat w mieście odnotowuje się ujemny przyrost naturalny oraz ujemne saldo migracji mieszkańców. Przykładowo w 2016 w Radomsku urodziło się 378 dzieci, a zmarły 572 osoby, co oznacza, że zmarło o 194 osób więcej, niż się urodziło. Według Polskiej Akademii Nauk w powiecie i Radomsku do 2050 ludność zmniejszy się o ok. 30 procent. W powiecie radomszczańskim zostanie 75–78 tys. mieszkańców, w samym Radomsku niespełna 30 tysięcy. Wyludnienie miasta zaczyna stawać się niepokojącym zjawiskiem, które odbija się na życiu gospodarczym miasta, a firmy mają problemy ze znalezieniem pracowników.
Tabela urodzeń i zgonów oraz saldo migracji mieszkańców.
| Rok  | Liczba urodzeń | Liczba zgonów | Przyrost naturalny | Saldo migracji |
| ---- | -------------- | ------------- | ------------------ | -------------- |
| 2018 | 371            | 545           | -174               | -157           |
| 2017 | 407            | 568           | -161               | -158           |
| 2016 | 378            | 572           | -194               | -199           |
| 2015 | 364            | 538           | -174               | -187           |
| 2014 | 367            | 512           | -145               | -76            |
| 2013 | 370            | 556           | -186               | -164           |
| 2012 | 395            | 536           | -141               | -42            |
| 2011 | 408            | 574           | -166               | -142           |
| 2010 | 416            | 539           | -123               | -247           |
| 2009 | 466            | 554           | -88                | -28            |
| 2008 | 439            | 536           | -97                | -158           |
| 2007 | 458            | 538           | -80                | -114           |
| 2006 | 443            | 508           | -65                | -177           |
| 2005 | 405            | 503           | -98                | -130           |
| 2004 | 405            | 533           | -128               | -226           |

### Ludność ukraińska
W wyniku wyludnienia miasta już od 2013 w Radomsku przedsiębiorstwa zaczęły zatrudniać pracowników z Ukrainy. W 2014 w Powiatowym Urzędzie Pracy w Radomsku zarejestrowano 74 obywateli Ukrainy, w 2015 – 329, a w 2016 było ich 870. Z każdym rokiem liczba pracowników z Ukrainy zwiększa się. Najwięcej Ukraińców zostało zatrudnionych w Radomsku w Łódzkiej Specjalnej Strefie Ekonomicznej. Niektóre związki zawodowe w zakładach z Radomska twierdziły, że Ukraińcy zabierają pracę miejscowym. Narastały konflikty polskich pracowników wobec polityki zatrudniania obcokrajowców przez zakłady w Radomsku. 19 listopada 2017 w Radomsku organizacja ONR zorganizowała marsz przeciwko pracownikom ze wschodu pod hasłami „Chcemy repatrianta, a nie imigranta”, protestując przeciwko zatrudnianiu przede wszystkim Ukraińców przez lokalnych przedsiębiorców. 4 grudnia 2017 w Miejskiej Bibliotece Publicznej w Radomsku zorganizowano debatę na temat napływu cudzoziemców ze Wschodu na lokalny rynek. Uczestnicy debaty wskazali na potrzebę asymilacji Ukraińców, ich integracji w polskim społeczeństwie. W tym celu również z inicjatywy dzielnicowych z Radomska doszło do spotkania policjantów z 40 pracownikami z Ukrainy z jednej z firm działających na terenie strefy ekonomicznej w Radomsku. Policjanci opowiadali o regulacjach prawnych obowiązujących w Polsce. Wymienili najczęściej popełniane na terenie powiatu radomszczańskiego czyny zabronione, w tym te dokonywane przez cudzoziemców.

## Transport
Drogowy
Miasto położone jest przy szlakach komunikacyjnych:
- droga krajowa nr 1 (trasa europejska E75; w trakcie przebudowy do autostrady A1) Gdańsk – Łódź – Radomsko – Częstochowa – GOP – Wodzisław Śląski – granica z Czechami / Żywiec – granica ze Słowacją
- droga krajowa nr 42 Kamienna – Gorzów Śląski – Pajęczno – Radomsko – Końskie – Skarżysko-Kamienna – Rudnik
- droga krajowa nr 91 Gdańsk – Toruń –Łódź – Piotrków Trybunalski – Radomsko – Częstochowa – Podwarpie
- droga wojewódzka nr 784 Radomsko – Gidle – Święta Anna

Miasto posiada już fragment zachodniej obwodnicy na odcinku od ul. Brzeźnickiej do ul. Krasickiego, przechodzący przez teren Łódzkiej Specjalnej Strefy Ekonomicznej. Obecnie jej projekt obejmuje całą część północną od ul. Brzeźnickiej do ul. Narutowicza. Rozpoczęcie budowy obwodnicy planowane jest na kwiecień 2011. Budowa zachodniej obwodnicy Radomska, zakończyła się pod koniec 2014 r. W międzyczasie trwały rozmowy dotyczące sposobu finansowania i przebiegu południowej obwodnicy Radomska od ulicy Brzeźnickiej do ulicy Krakowskiej.
Przez miasto przebiega Łódzka Magistrala Rowerowa N-S () główną ulicą Tadeusza Kościuszki i dalej.
Zbiorowy
W Radomsku działa Miejskie Przedsiębiorstwo Komunikacji. Przedsiębiorstwo obsługuje 19 linii miejskich i podmiejskich.
- Linie miejskie – 0, 2, 3, 4, 8, 9, 10, 12, 13, 14, 19, 23
- 1 międzymiejska linia – 1
- 6 podmiejskich – 5, 6, 7, 11, 15, 25

W mieście działa również PKS Radomsko. Firma jest największym radomszczańskim przewoźnikiem wożącym pasażerów na liniach krajowych. Zapewnia bezpośrednie połączenia m.in. do Łodzi, Piotrkowa Trybunalskiego, Częstochowy, Bełchatowa, Wrocławia, Krakowa, Katowic, Przedborza, Kamieńska, Pajęczna oraz wsi na terenie całego powiatu radomszczańskiego i okolic. Dworzec PKS znajduje się obok dworca kolejowego PKP przy ulicy Władysława Reymonta.
Kolejowy
Przez Radomsko przebiega od 1846 trasa Kolei Warszawsko-Wiedeńskiej, obecnie jest to linia kolejowa nr 1: Warszawa – Skierniewice – Koluszki – Radomsko – Częstochowa – Zawiercie – Granica (Sosnowiec Maczki), z odgałęzieniem do Łodzi Fabrycznej. Radomsko posiada bezpośrednie połączenia kolejowe Regio (Polregio), ŁKA (Łódzka Kolej Aglomeracyjna) oraz TLK i IC (PKP Intercity) z Warszawą, Łodzią, Piotrkowem Trybunalskim, Częstochową, Katowicami, Wrocławiem, Opolem, Krakowem, Toruniem, Bydgoszczą, Gdańskiem, Gdynią, Szczecinem, Koszalinem, Bielskiem-Białą itp.
Lotniczy
Najbliżej położonymi portami lotniczymi od miasta Radomska są:
- Port Lotniczy im. Wł. Reymonta w Łodzi
- Port lotniczy Katowice-Pyrzowice

W 2011 otwarto sanitarne lądowisko przy ul. Jagiellońskiej.

## Kultura
- Miejski Dom Kultury – główny ośrodek życia kulturalnego i rozrywkowego w mieście. Przy MDK-u działa Kino „Pasja”, wiele kół zainteresowań, między innymi plastyczne i teatralne. Przy MDK-u działa Towarzystwo Śpiewacze im. Stanisława Moniuszki w Radomsku, które jest organizatorem Międzynarodowego Festiwalu Chóralnego „Wschód-Zachód-Zbliżenia”.
- Muzeum Regionalne im. Stanisława Sankowskiego mieszczące się w zabytkowym budynku dawnego ratusza, w którym w czasie okupacji niemieckiej była katownia Gestapo oraz po 1945 r. komunistyczne więzienie Urzędu Bezpieczeństwa, gdzie mordowano członków AK, NSZ, KWP. Aktualnie[kiedy?] muzeum posiada 4 wystawy stałe pokazujące historie miasta i okolic. W posiadaniu muzeum jest ponad 16 tysięcy muzealiów. Przy muzeum działa galeria sztuki, w której organizowane są wystawy lokalnych (i nie tylko) artystów.
- Biblioteka Publiczna w Radomsku.
- Otwarte Muzeum Żydowskie – składa się z 50 kamiennych płyt wmurowanych w chodniki przy ulicach Radomska, wskazujących miejsca budynków religijnych i świeckich (domy modlitwy, synagogi, szkoły, zakłady) związanych ze społecznością żydowską mieszkającą przed II wojną światową w tym mieście[36].

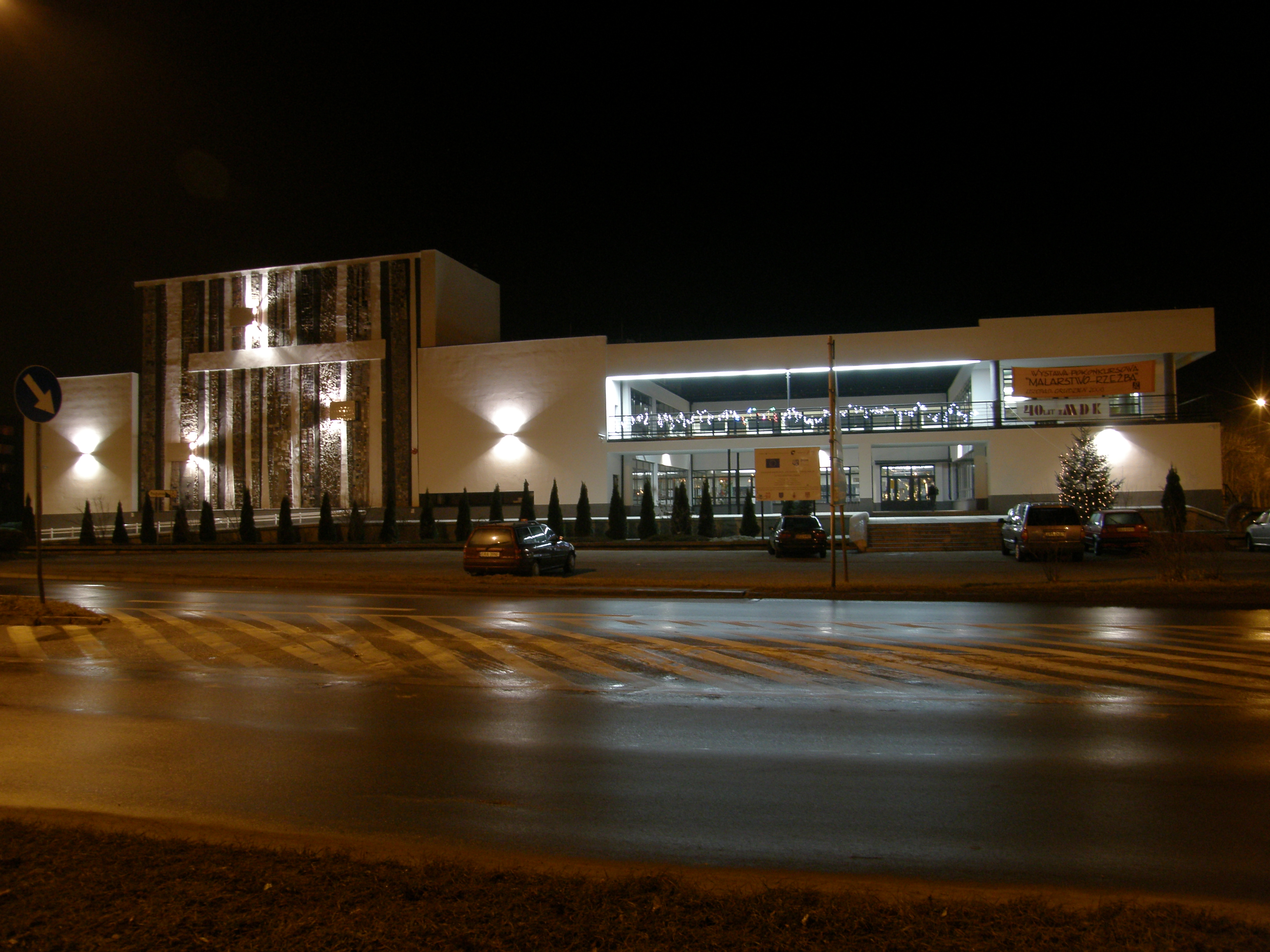
Miejski Dom Kultury
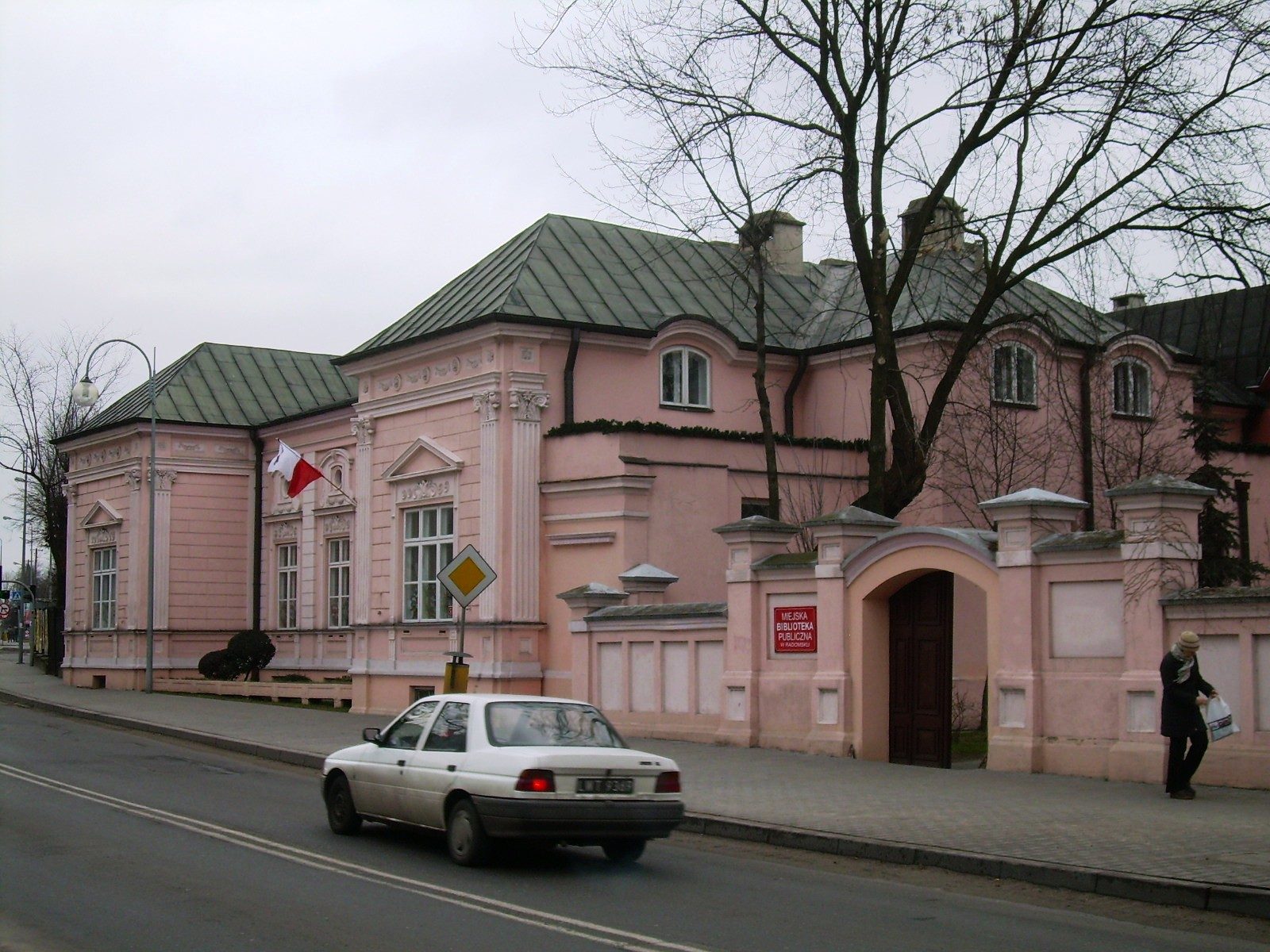
Miejska Biblioteka Publiczna
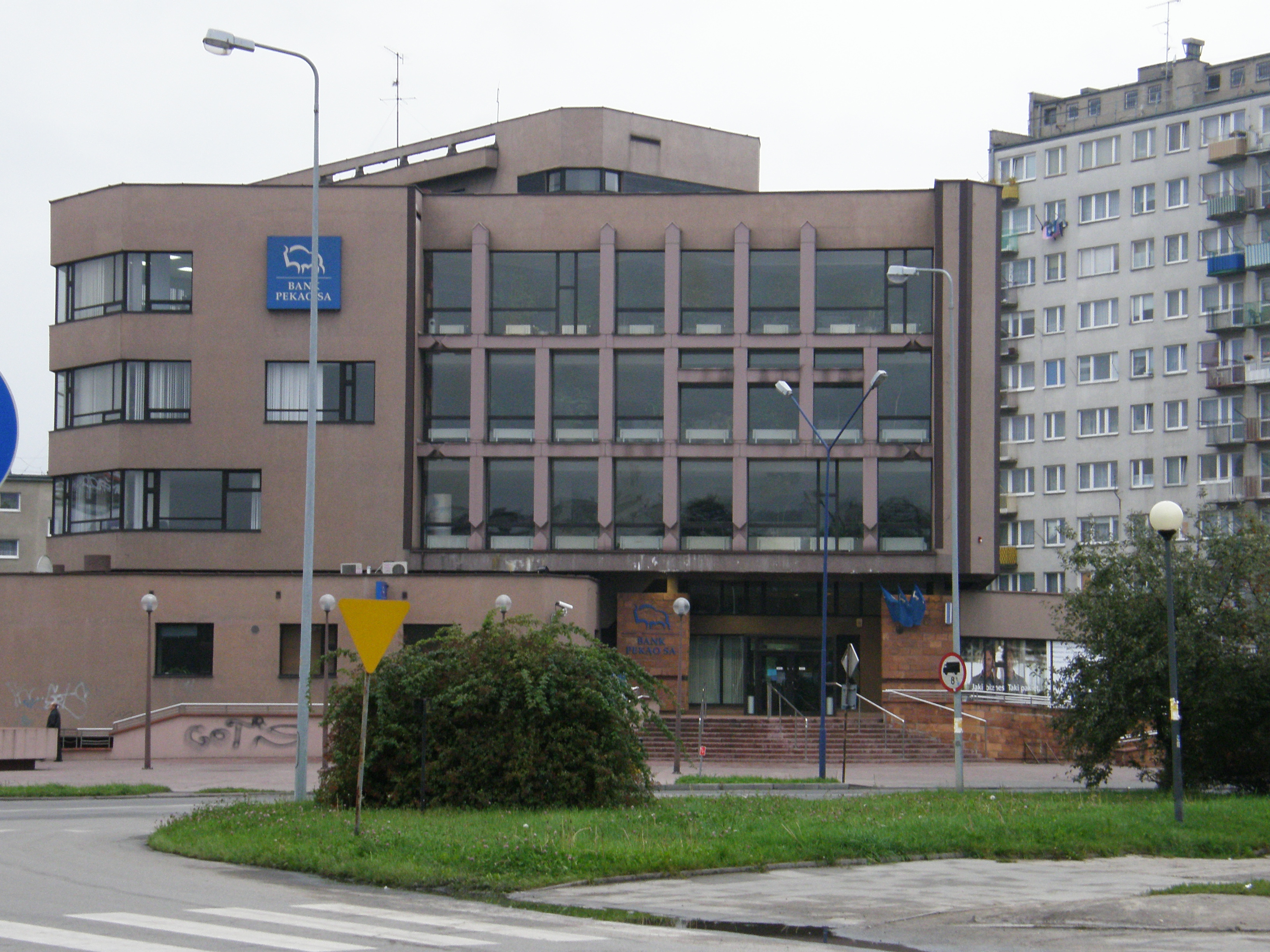
Bank PEKAO SA
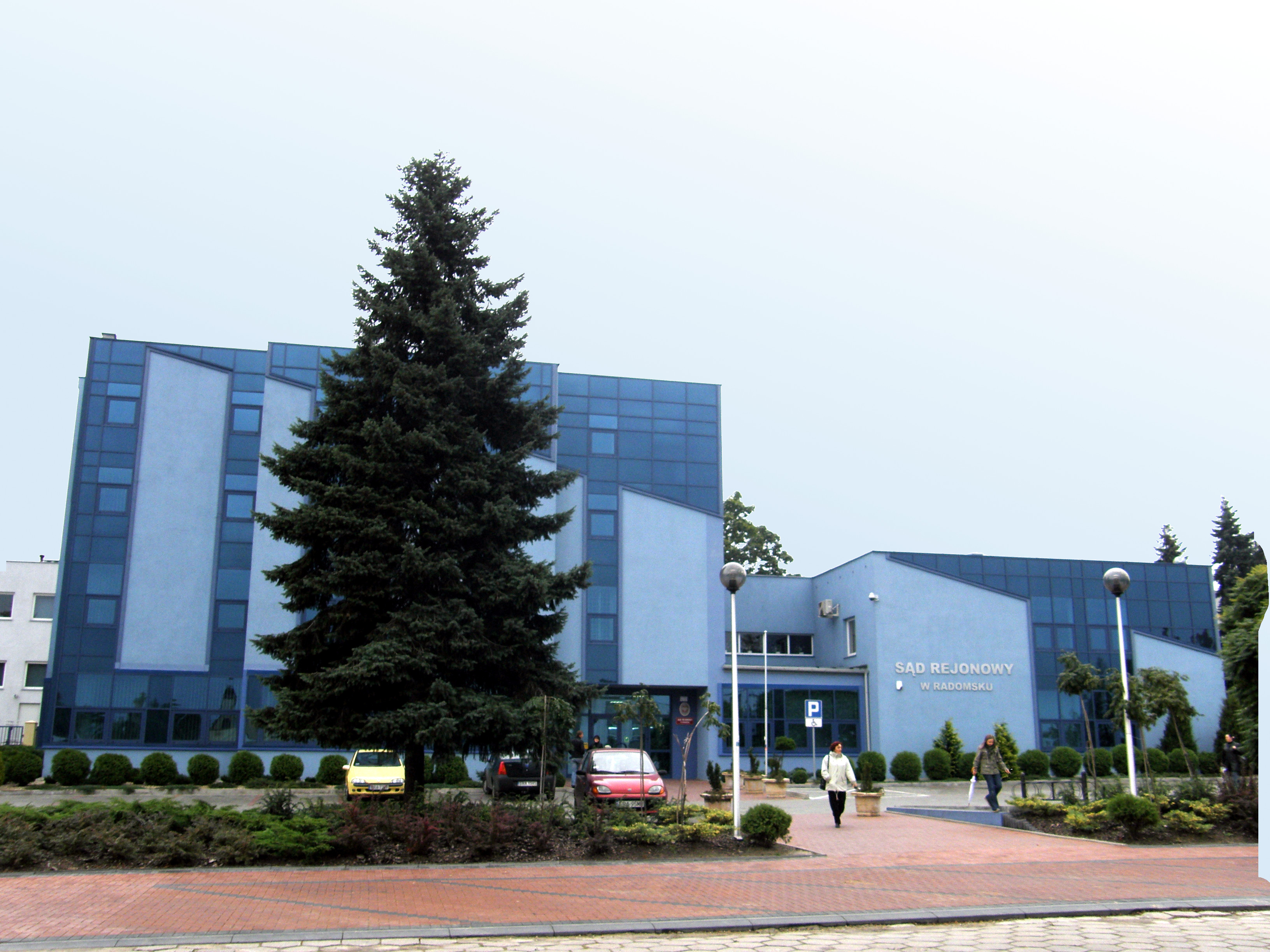
Sąd Rejonowy
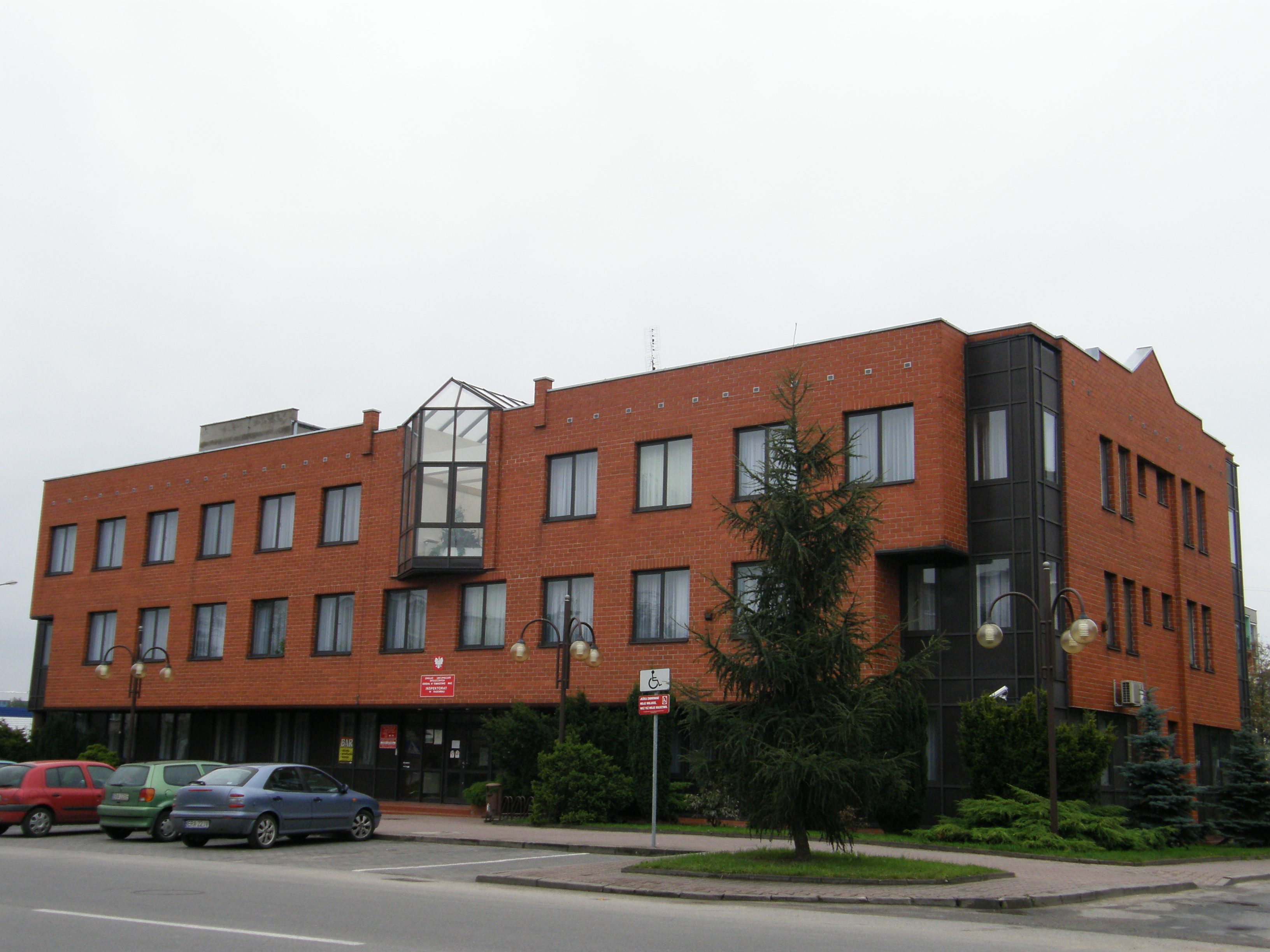
ZUS
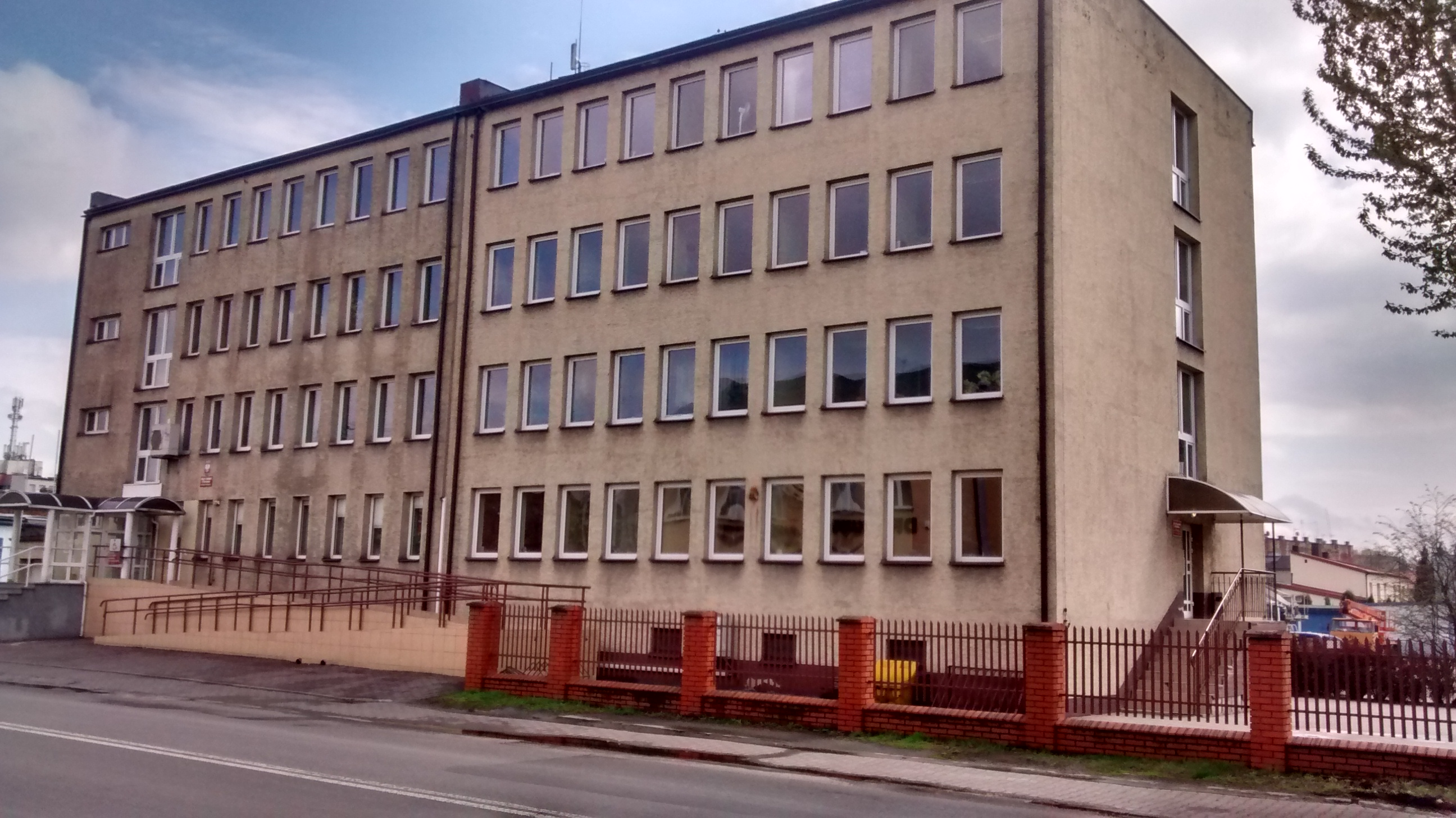
Urząd Skarbowy
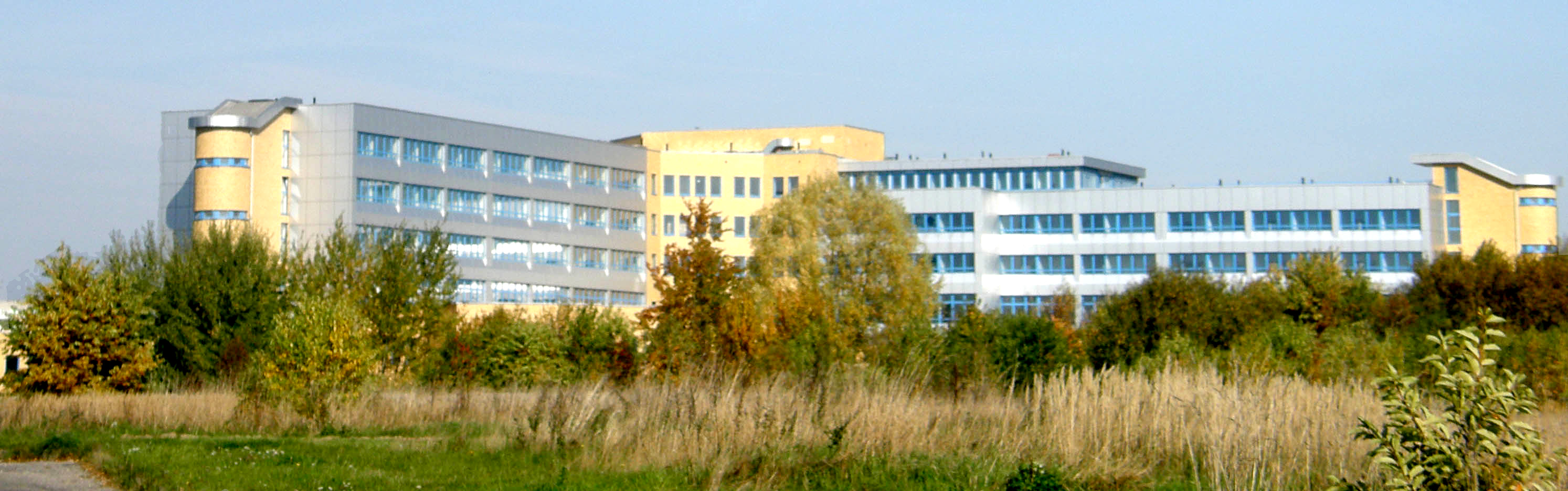
Szpital Powiatowy w Radomsku
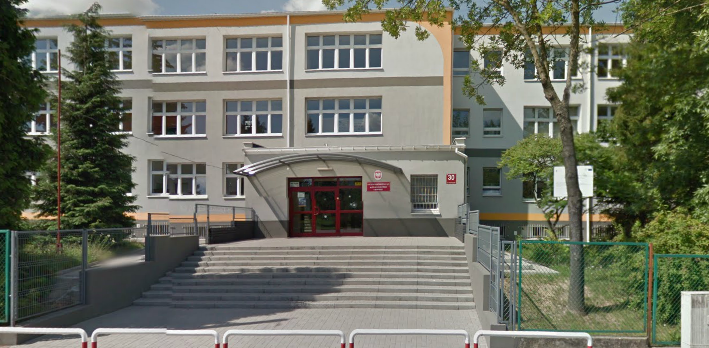
I LO im. Feliksa Fabianiego

Wydarzenia:
- Open by Night. Radomsko nocą – w 2009 zapoczątkowana została impreza kulturalna pod nazwą „Open by Night. Radomsko nocą”. W ostatni weekend sierpnia Radomszczanie do późnych godzin nocnych mogą uczestniczyć m.in. w koncertach, spotkaniach ze znanymi ludźmi, zwiedzać muzeum. W tych wydarzeniach uczestniczyli m.in. Maciej Maleńczuk, Blenders, Zbigniew Wodecki oraz Maria Czubaszek. Wydarzenie realizowane było do 2012.
- Dni Radomska – odbywająca się co roku na początku czerwca trwająca dwa dni cykliczna impreza. Od 2017 wydarzeniem towarzyszącym jest Festiwal Smaków.
- Różewicz Open Festiwal – organizowany w październiku przez Miasto Radomsko i Miejski Dom Kultury w Radomsku festiwal poświęcony życiu i twórczości Braci Różewiczów.

## Edukacja
Placówki oświatowe na terenie Miasta Radomska:

### Przedszkola publiczne
- Przedszkole nr 1 im. Jana Brzechwy, ul. Miła 13
- Przedszkole nr 2 im. Janusza Korczaka, ul. Targowa 7
- Przedszkole nr 3, ul. Zygmunta Sierakowskiego 19
- Przedszkole nr 4 „Pod Zielonym Ludkiem”, ul. Hugona Kołłątaja 12
- Przedszkole nr 5, ul. 11 Listopada 33
- Przedszkole nr 6 im. Marii Konopnickiej, ul. Rolna 2
- Przedszkole nr 9 im. Jasia i Małgosi, ul. Sokola 2-4
- Przedszkole nr 10, ul. Armii Krajowej 13
- Przedszkole Specjalne, ul. Piastowska 10a

### Szkoły podstawowe
- Publiczna Szkoła Podstawowa nr 1 im. Bolesława Chrobrego, ul. Piastowska 17
- Publiczna Szkoła Podstawowa nr 2 im. Tadeusza Kościuszki, ul. Józefa Piłsudskiego 22
- Publiczna Szkoła Podstawowa nr 3 im. Mieszka I, ul. Marii Dąbrowskiej 27
- Publiczna Szkoła Podstawowa nr 4 im. Władysława Stanisława Reymonta, ul. Szkolna 4
- Publiczna Szkoła Podstawowa nr 5 im. Mikołaja Kopernika, ul. Gabriela Narutowicza 207
- Publiczna Szkoła Podstawowa nr 6 im. Władysława Broniewskiego, ul. Św. Jadwigi Królowej 20
- Publiczna Szkoła Podstawowa nr 7 im. Romualda Traugutta, ul. 11 Listopada 16
- Publiczna Szkoła Podstawowa nr 8 im. Przyjaciół Dzieci, ul. Mikołaja Reja 81
- Publiczna Szkoła Podstawowa nr 9 im. Henryka Sienkiewicza, ul. Rolna 65
- Publiczna Szkoła Podstawowa nr 10, ul. Kornela Makuszyńskiego 25

### Szkoły ponadpodstawowe
- I Liceum Ogólnokształcące im.Feliksa Fabianiego, ul. Armii Krajowej 30
- II Liceum Ogólnokształcące im. Krzysztofa Kamila Baczyńskiego, ul. Bugaj 3
- Zespół Szkół Ponadgimnazjalnych nr 1 im. Stanisława Staszica, ul. Brzeźnicka 20
- Zespół Szkół Elektryczno-Elektronicznych im. prof. Janusza Groszkowskiego, ul. Gabriela Narutowicza 12
- Zespół Szkół Drzewnych i Ochrony Środowiska im. Mikołaja Kopernika, ul. Brzeźnicka 22
- Zespół Szkół Ekonomicznych im. Tadeusza Kotarbińskiego, ul. Przedborska 39/41
- Liceum Ogólnokształcące dla Dorosłych „Sokrates”, ul. Bugaj 3
- Liceum Ogólnokształcące dla Dorosłych „Żak”, ul. Szkolna 4 i ul. Tadeusza Kościuszki 6

### Szkoły policealne
- Policealna Szkoła Centrum Nauki i Biznesu „Żak”, ul. Tadeusza Kościuszki 6
- Policealna Szkoła Medyczna „Żak”, ul. Tadeusza Kościuszki 6
- Szkoła Policealna dla Dorosłych „Sokrates”, ul. Bugaj 3
- Szkoła Policealna dla Dorosłych, ul. Szkolna 4

### Szkoły wyższe
- Akademia Humanistyczno-Ekonomiczna w Łodzi – Zamiejscowy Ośrodek Dydaktyczny w Radomsku, ul. Brzeźnicka 22
- Społeczna Akademia Nauk w Łodzi – Wydział w Radomsku, ul. Gabriela Narutowicza 12

### Szkoła muzyczna
- Państwowa Szkoła Muzyczna I Stopnia im. Grażyny Bacewicz, ul. Tadeusza Kościuszki 14

## Media
- Niezależny portal powiatu radomszczańskiego Webiko Radomsko - lokalny serwis internetowy, który zawiera kompleksowe, aktualne informacje, ogłoszenia, wiadomości, zdjęcia, filmy z regionu.

- Prasa: Na terenie regionu radomszczańskiego działa pięć lokalnych gazet: Dziennik Łódzki/Co Nowego, Gazeta „Po Prostu Informacje”, „Gazeta Radomszczańska”, „Komu i Czemu”, bezpłatny tygodnik „Między Stronami”.
- Telewizja: W mieście nadawała także jedna z najwcześniej powstałych w Polsce telewizji lokalnych – Niezależna Telewizja Lokalna. Należała do TVN, jej właścicielem była grupa ITI.
- Portale internetowe: W 2003 na terenie Radomska powstał portal internetowy WirtualneRadomsko.pl wskutek przekształcenia z Internetowego Radia Radomsko. Największą popularnością portal cieszył się w 2006, kiedy wygenerował 1 315 029 odwiedzin. 1 stycznia 2007 portal zakończył działalność. Obecnie najważniejsze portale internetowe to Radomsko.naszemiasto.pl oraz Radomsko24.pl. Coraz większą popularnością cieszy się także blog historyczno-turystyczny Radomsk.pl oraz portal informacyjny gazety Pomiędzy Stronami. W sierpniu 2018 został zarejestrowany radomszczański portal internetowy Spotradomsko.pl, serwis informacyjny największej społeczności radomszczan w internecie[39]
- Radio: Do końca 2004 w Radomsku znajdował się nadajnik RMF FM na 97,1 FM. W pierwszych dniach 2005 przeniesiono go na Stację Linii Radiowych w Dobromierzu znajdującą się 30 km od miasta, i tam jest do dziś.

We wrześniu 2006 powstało Ersko, nadające na dwóch kanałach radio internetowe regionu radomszczańskiego. W ofercie jest głównie muzyka techno i dance na kanale głównym oraz inne rodzaje muzyki na kanale „Mix”. Od sierpnia 2008 z Radomska emituje swój sygnał radio RMF Maxxx Kielce/Radom, na 101,1 FM. Od 7 grudnia 2015 roku zaczęło nadawać internetowe radio ERA z Radomska.

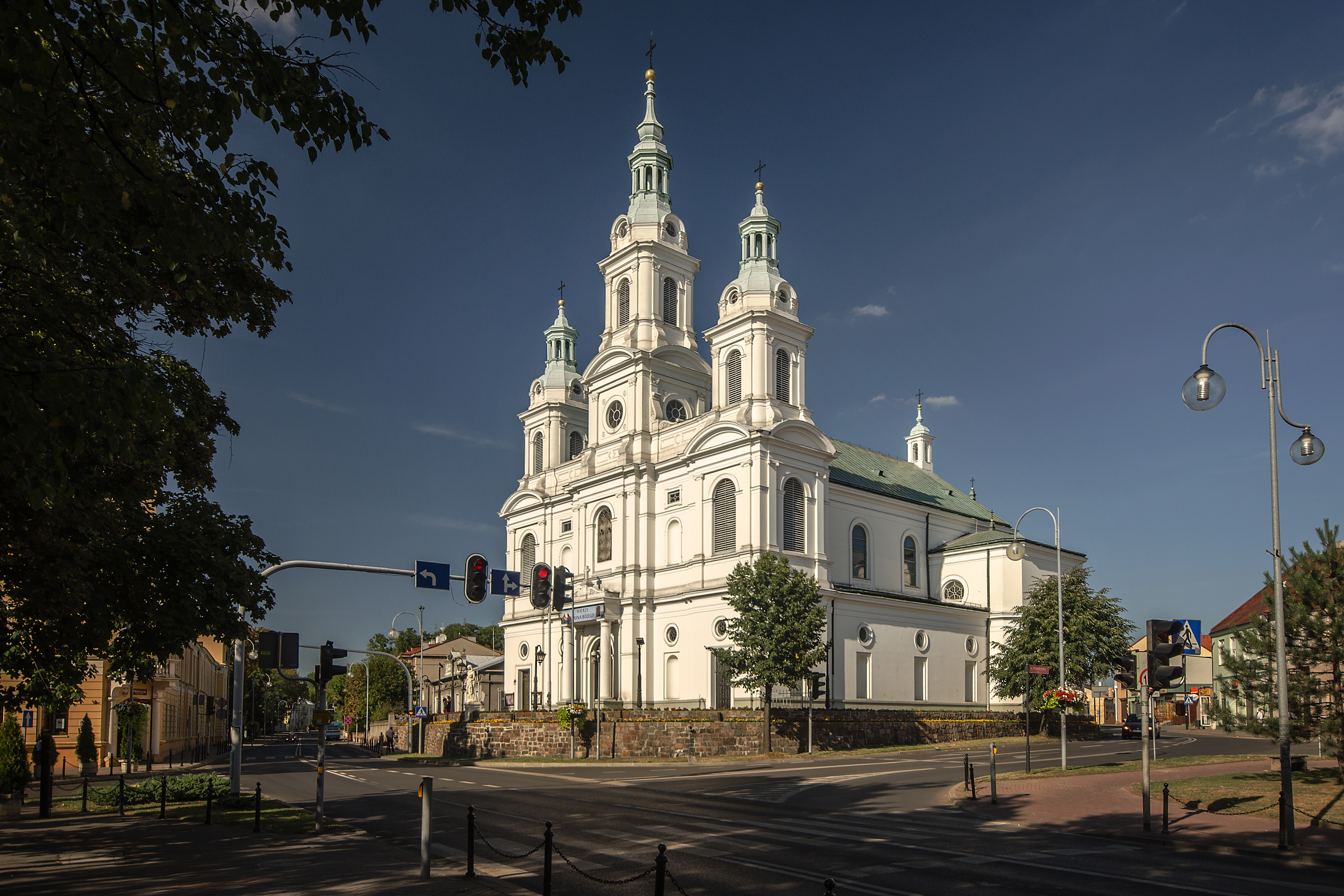
Kościół św. Lamberta
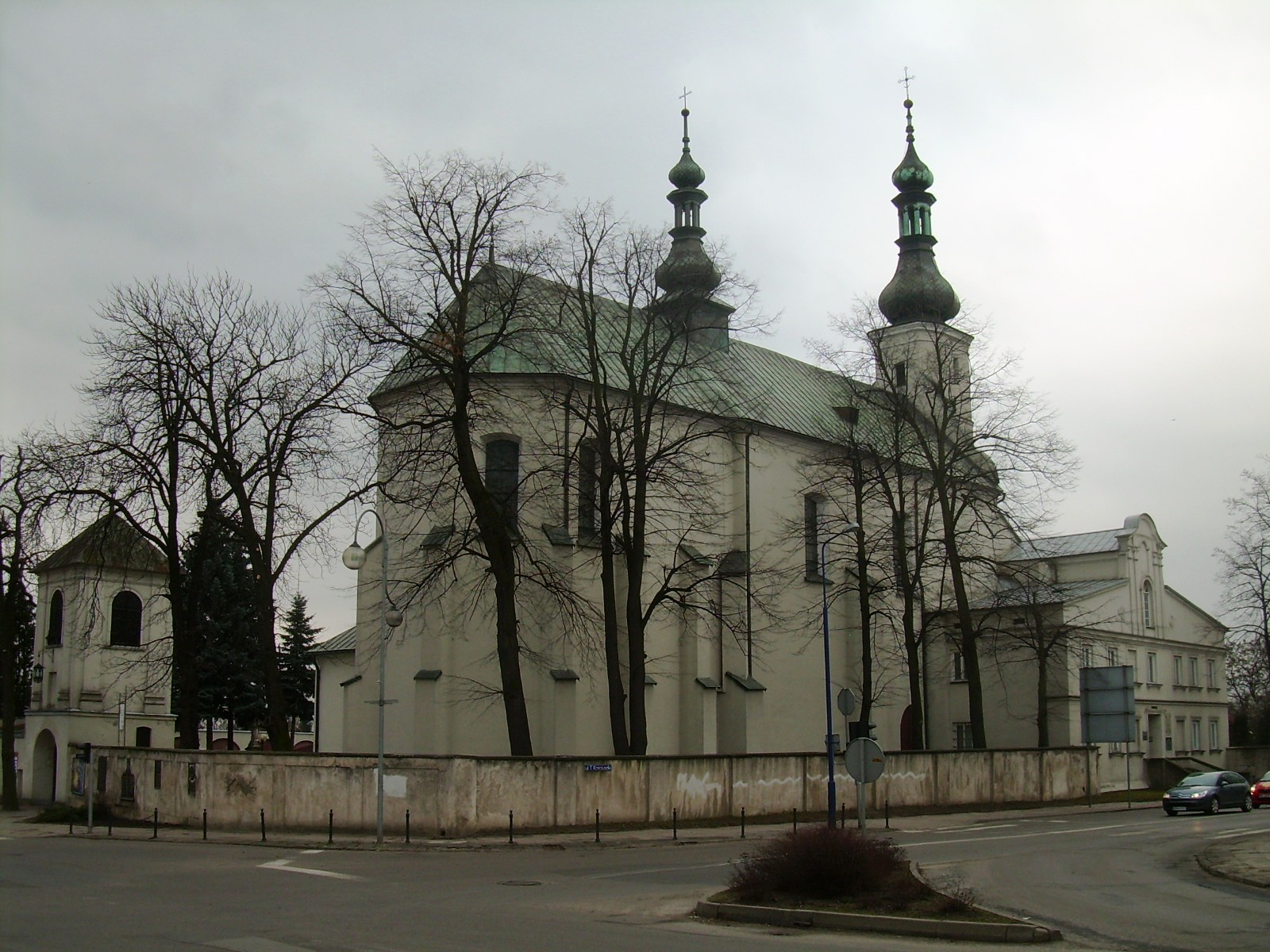
Klasztor oo. franciszkanów
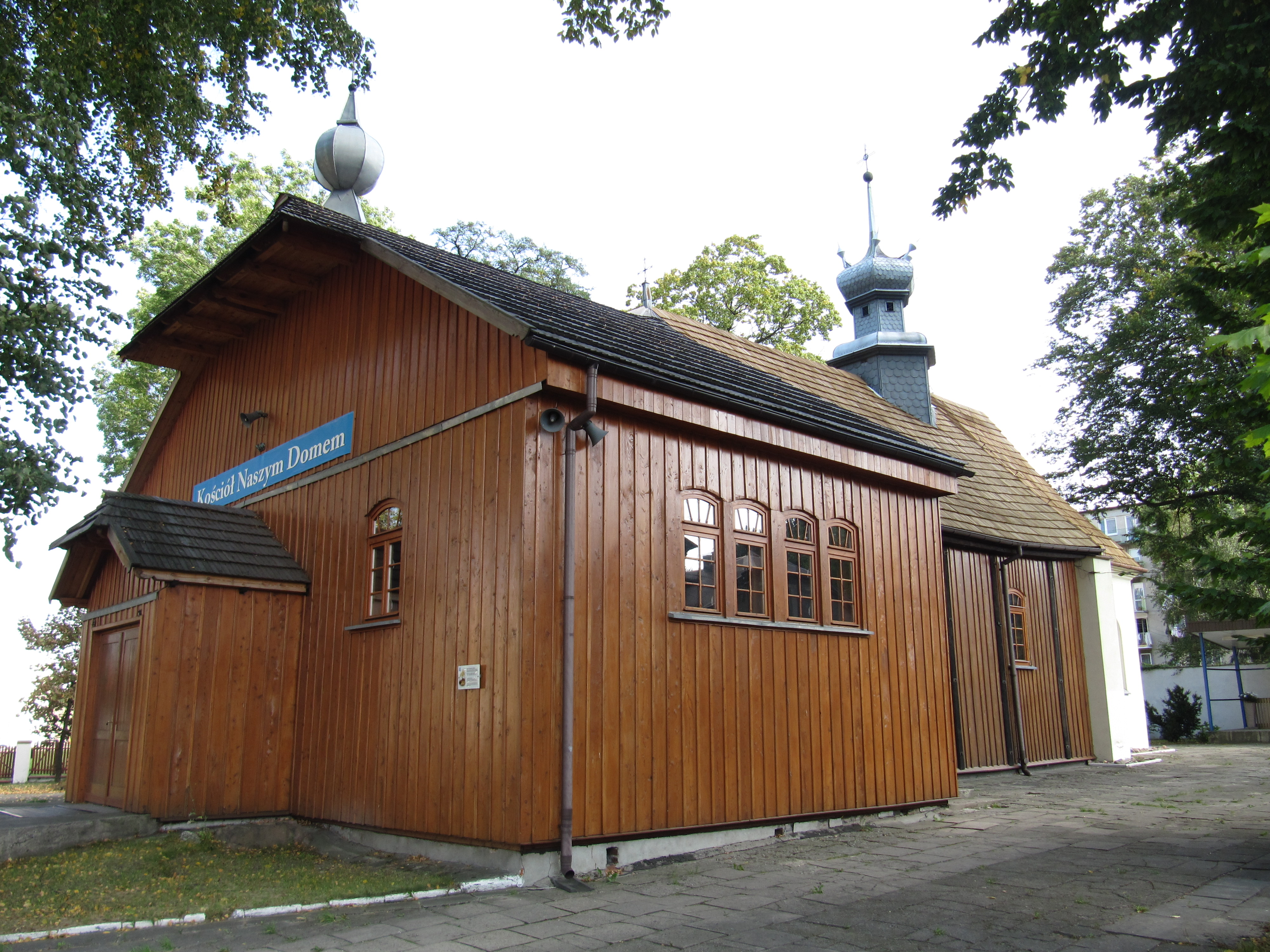
Kościół św. Marii Magdaleny z 1789
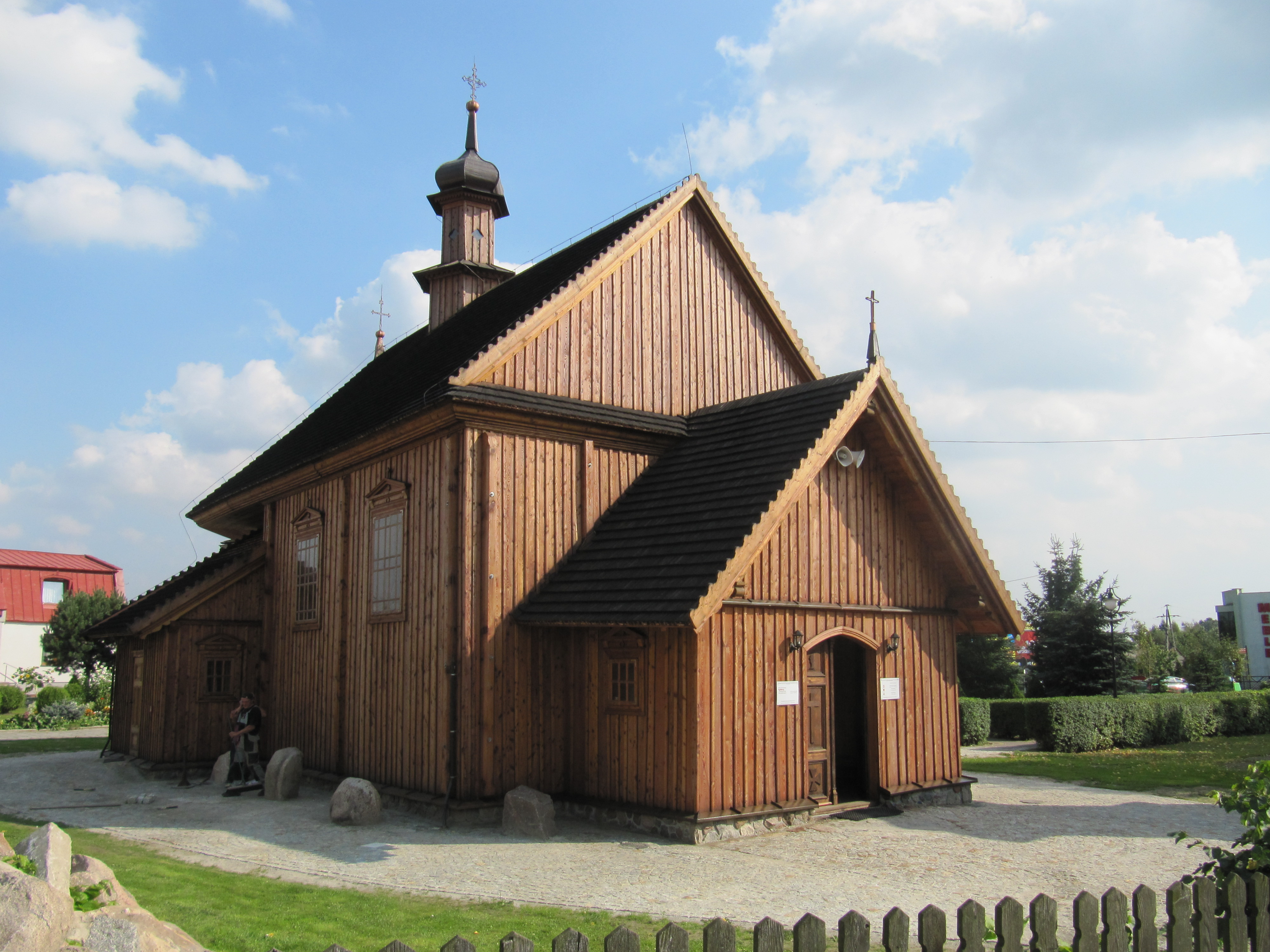
Kościół św. Rocha 1502
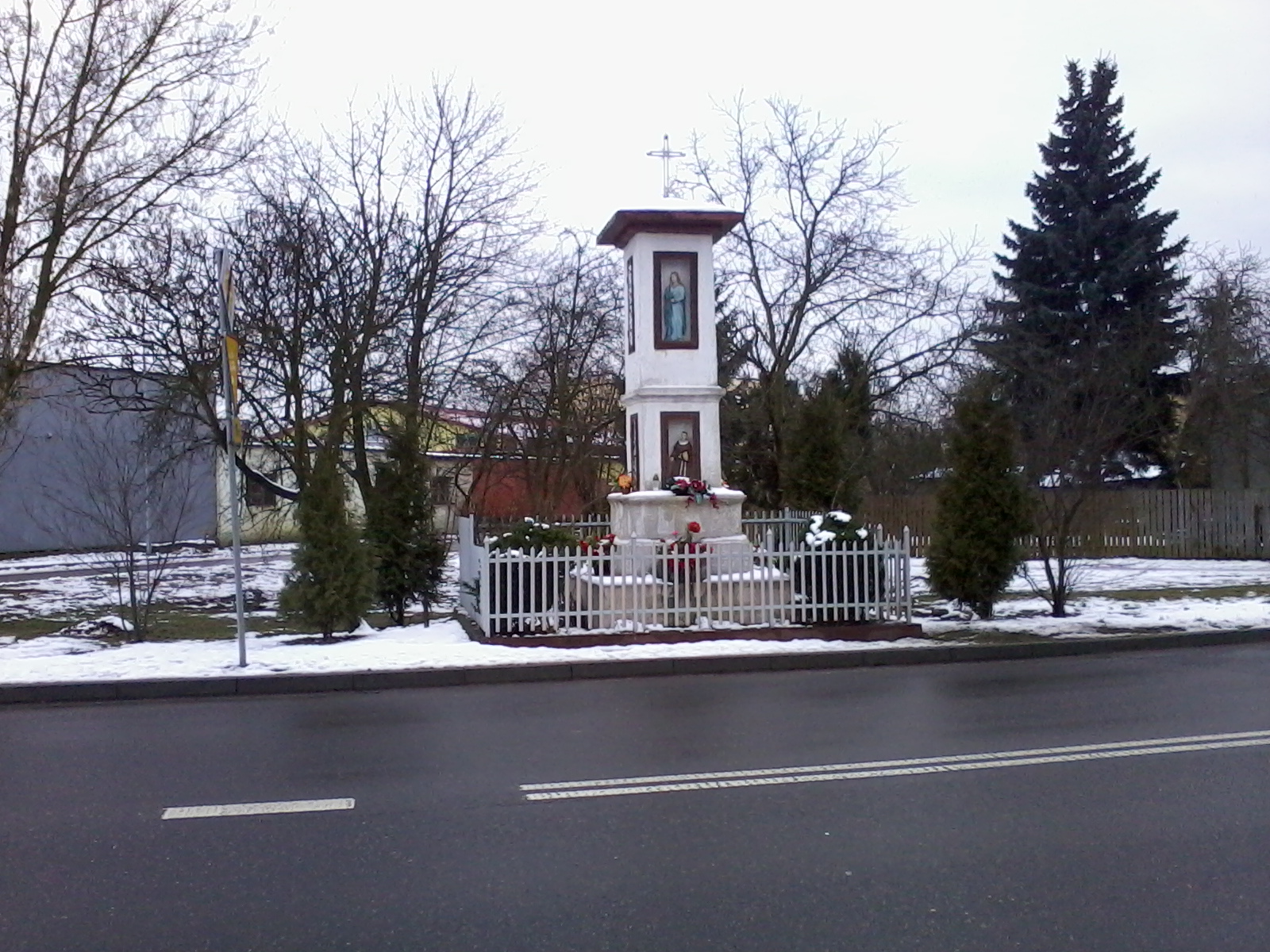
Kapliczka z czasów napoleońskich
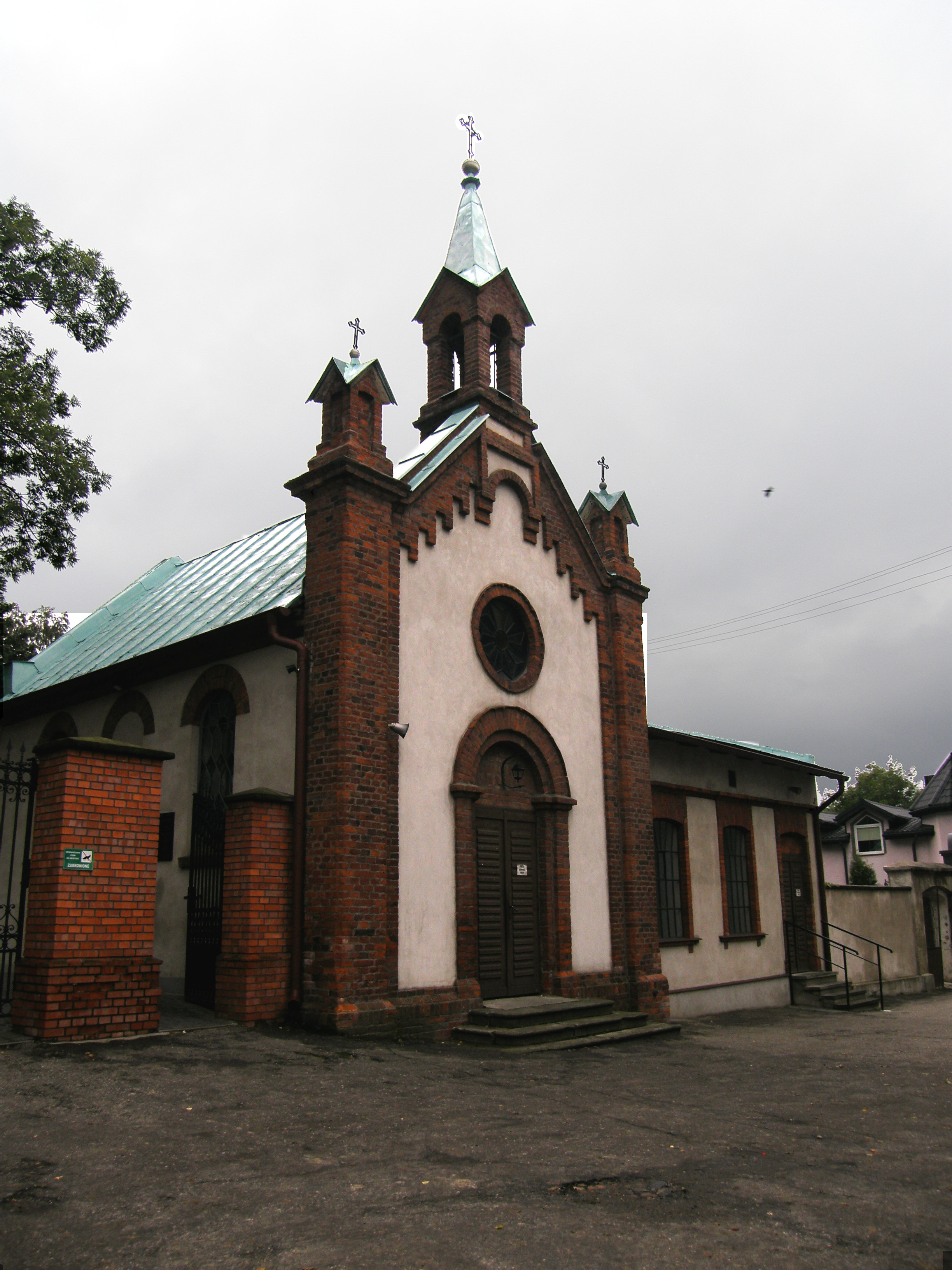
Kaplica przy starym cmentarzu
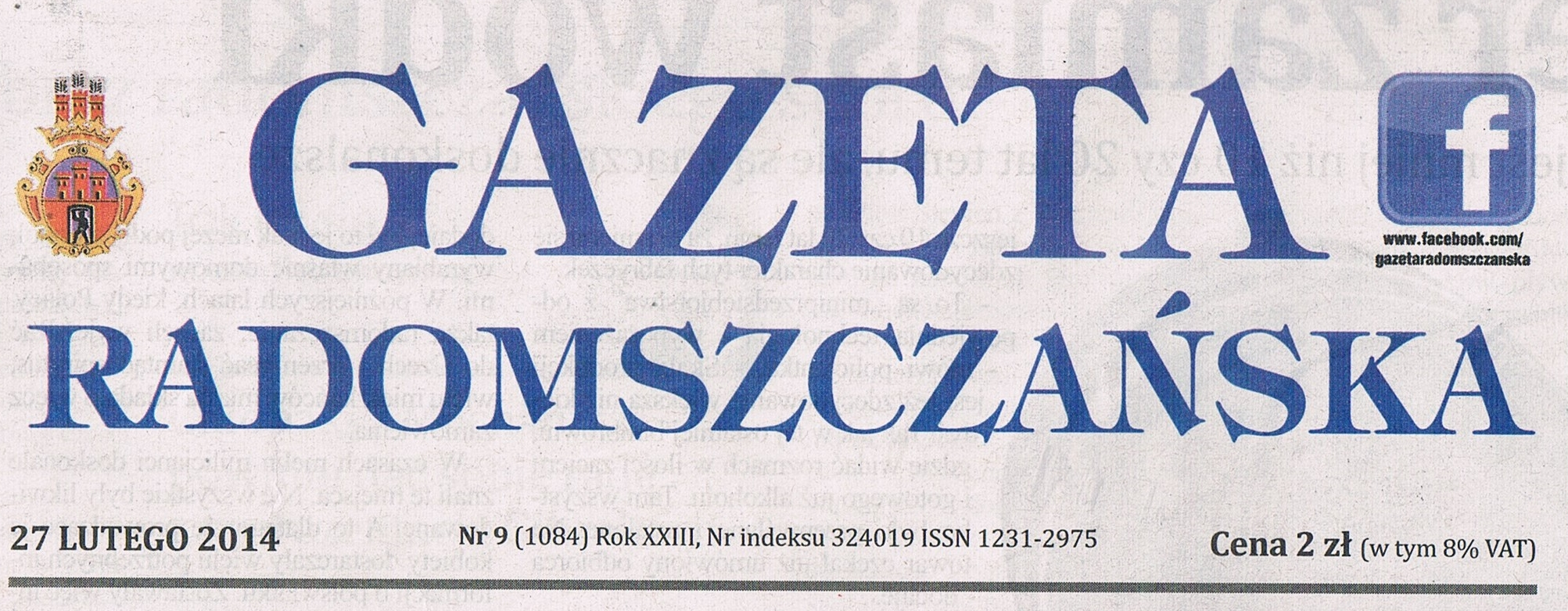
Gazeta Radomszczańska

## Wspólnoty wyznaniowe
Na terenie Radomska działalność religijną prowadzą następujące Kościoły i związki wyznaniowe:
- Kościół rzymskokatolicki:
  - parafia św. Lamberta
  - parafia św. Marii Magdaleny
  - parafia św. Jadwigi Królowej
  - parafia NMP Królowej Polski
  - parafia św. Rocha
  - parafia Miłosierdzia Bożego
  - parafia Najświętszego Ciała i Krwi Chrystusa
  - parafia Najświętszego Serca Pana Jezusa
  - parafia św. Maksymiliana Marii Kolbego
  - parafia św. Jana Chrzciciela
  - parafia NMP Matki Kościoła
  - parafia bł. Michała Kozala
- Kościół greckokatolicki:
  - placówka duszpasterska w Radomsku[40]
- Kościół Zielonoświątkowy:
  - zbór „Betlejem” w Radomsku[41]
- Świadkowie Jehowy:
  - zbór Radomsko Północ
  - zbór Radomsko Południe – Sala Królestwa ul. Dolna 22[42]

## Sport
- RKS 1979 Radomsko (piłka nożna III Liga grupa 1)
- RKS Radomsko obecnie tylko sekcja piłki nożnej; kiedyś tenis stołowy, zapasy, podnoszenie ciężarów, brydż sportowy, lekkoatletyka
- UMLKS Radomsko (podnoszenie ciężarów, ekstraklasa)
- LZS Drukarz (piłka nożna, podnoszenie ciężarów, strzelectwo)
- UKS Mechanik Radomsko (piłka nożna)
- Czarni Radomsko (piłka nożna, klasa okręgowa)
- Szkolny Klub Sportowy „Gimnazjum” Radomsko (uczestnik centralnych rozgrywek Pucharu Polski w 1951 roku).
- MKS Junak Radomsko (koszykówka, 3 liga seniorów)
- UKS „Dziesiątka” Radomsko (lekkoatletyka)
- UKS "Zapaśnik" Radomsko
- ZKS Radomsko zapasy
- Akademia Karate Kyokushin
- Kolarsko-Biegowy Klub Sportowy Radomsko (kolarstwo, lekkoatletyka)

W Radomsku działa „liga miejska szóstek” organizowana przez MOSiR w Radomsku.
Na terenie miasta Radomska i powiatu radomszczańskiego działa też Powiatowe Zrzeszenie LZS, które jest organizatorem licznych imprez sportowo-rekreacyjnych o randze gminnej, powiatowej i wojewódzkiej.

## Współpraca międzynarodowa
Miasta partnerskie:
- Makó
- Wozniesieńsk
- Lincoln
- Kirjat Bialik
- Olaine.